# Danh sách vua Ba Tư
Danh sách dưới đây bao gồm các quân chủ của các triều đại chính thức đã từng cai trị trên mảnh đất thuộc về Iran ngày nay.
Lịch sử Iran, ban đầu, trong suốt một quảng thời gian dài trên dưới 1700 năm (2550 TCN - 843 TCN), chỉ tập trung trong một khu vực miền tây nam khá hạn chế của xứ Iran ngày nay: bờ cõi xứ Elam và vài vùng phụ cận. Xứ Elam, nhờ ở cạnh bên miền Lưỡng Hà, nơi nhiều bia ký và tài liệu lịch sử đã được khai quật, giải mã, và đối chiếu, nên đã được biết đến ít nhiều trên khắp thế giới từ thế XX. Từ năm khoảng 2550 TCN, dưới các quốc hiệu Awan (2550 TCN - 2120 TCN), Simashki (2120 TCN - 1850 TCN) và Elam (1850 TCN - 539 TCN), vương quốc này đã sánh vai với các cường quốc của Lưỡng Hà như Lagash, Akkad, Assyria và Babylonia. Tuy nhiên, dân tộc Elam không thuộc nhóm Ấn-Âu hay Ấn-Iran.
Triều đại Achaemenes là triều đại của người Ba Tư đầu tiên. Triều đại trước đó là của người Media, một dân tộc Iran có quan hệ gần gũi với người Ba Tư. Nhà Achaemenes bị tiêu diệt bởi Alexandros Đại đế, mở đầu khoảng thời gian khoảng 200 năm Ba Tư nằm dưới sự cai trị của người Hy Lạp. Ba Tư sau đó được cai trị bởi người Parthia, một dân tộc Iran nhưng không phải Ba Tư. Trong thế kỷ thứ 3, nhà Sasan người Ba Tư đã nổi dậy và tiêu diệt Parthia. Cuộc chinh phạt Ba Tư của quân Ả Rập trong những năm 633–656 kết thúc triều đại Sassanid và mở đầu kỷ nguyên Hồi giáo. Các vị vua của nhà Rashidun, Omeyyad và Abbas đều là người Ả Rập. Các vị vua Hồi giáo sau đó đều thường có gốc gác du mục Turk-Mông Cổ.
Sau nhiều thế kỷ bị quân ngoại bang đô hộ và chiếm đóng và một số triều đại ngắn ngủi của người Ba Tư, cuối cùng vào năm 1501, nước Ba Tư được thống nhất bởi triều đại nhà Safavid, điều đó dẫn tới sự thay đổi từ đạo Hồi giáo Sunni qua đạo Hồi giáo Shi'a thành đạo chính thức của vương triều. Sự kiện đó đã trở thành sự kiện quan trọng nhất trong lịch sử Ba Tư.
Danh hiệu Shahanshah (شاهنشاه, Šāhanšāh), có nghĩa là "Vua của các vị vua" bắt đầu được sử dụng bởi Hoàng đế khai quốc nhà Achaemenes là Cyrus Đại đế. Trong thời kỳ thuộc Hy Lạp, các vị vua nhà Seleukos "sử dụng danh hiệu "basileus", có nghĩa là vua hay hoàng đế trong tiếng Hy Lạp. Sau khi đế quốc Parthia đánh bại nhà Seleukos, các vị vua đã sử dụng lại danh hiệu là "Vua của các vua", như một tuyên bố là người thừa kế thực sự đế chế Achaemenes và danh hiệu này tiếp được sử dụng sau đó bởi các vị vua nhà Sasan. Vì yêu thích nền văn minh Hy Lạp, các vua Parthia ngoài ra còn sử dụng danh hiệu philhellenes (bạn của những người Hy Lạp). Các vị vua Hồi giáo người Ả Rập của nhà Rashidun, Omeyyad và Abbas đều giữ danh hiệu "Khalip" (خليفة) và "Amīr al-Mu'minīn" (أمير المؤمنين, Thủ lĩnh của các tín đồ). Các vị vua Hồi giáo tiếp sau đó thường sử dụng danh hiệu shah hay shahanshah, sultan, êmia, malik hay khả hãn (thời thuộc Mông Cổ).

## Đế quốc Elam, khoảng 2700–519 TCN
Thời kỳ Elam được tình từ thời đại đầu tới đế quốc Ba Tư. Người Elam là dân tộc sinh sống khu vực tây năm Iran, hiện tại là các tỉnh Khuzestan, Ilam, Fars, Bushehr, Lorestan, Bakhtiari và Kohgiluyeh.
| Thời kỳ cổ Elam, kh. 2700–kh. 1500 TCN            |                                           |                                                                                 |                         |                                    |                                                                | |
| Các vua tiền Elam, kh. 2700–kh. 2600 TCN          |                                           |                                                                                 |                         |                                    |                                                                | |
| 1                                                 | Humbaba                                   |                                                                                 | ? – k. 2680 TCN         | k. 2700- k. 2680 TCN               | ?                                                              | - Cùng thời với vua của Uruk là Gilgamesh                                                          |
| 2                                                 | Humban-Shutur (hoặc Khumbastir)           |                                                                                 | ? – ?                   | ?                                  | ?                                                              | |
| Triều đại Awan, k. 2600–2078 TCN                  |                                           |                                                                                 |                         |                                    |                                                                | |
| 3                                                 | Vua khuyết tên của Awan                   | Vua của Awan                                                                    | ? – ?                   | k. 2580 TCN-?                      | ?                                                              | - Cùng thời với vị vua cuối cùng của triều đại đầu tiên của Uruk                                   |
| 4                                                 | ...Lu                                     | Vua của Awan                                                                    | ?–?                     | ?                                  | ?                                                              | |
| 5                                                 | Kur-Ishshak                               | Vua của Awan                                                                    | ?–?                     | ?- k. 2550 TCN                     | ?                                                              | - 36 năm. Cùng thời với Lugal-Anne-Mundu vua của Adab và Ur-Nanshe vua của Lagash                  |
| 6                                                 | Peli                                      | Vua của Awan                                                                    | ?–?                     | k. 2500 TCN-?                      | ?                                                              | |
| 7                                                 | Tata I                                    | Vua của Awan                                                                    | ? – ?                   | ?                                  | ?                                                              | |
| 8                                                 | Ukku-Tanhish                              | Vua của Awan                                                                    | ? – ?                   | ?                                  | ?                                                              | |
| 9                                                 | Hishutash                                 | Vua của Awan                                                                    | ? – ?                   | ?                                  | ?                                                              | |
| 10                                                | Shushun-Tarana                            | Vua của Awan                                                                    | ? – ?                   | ?                                  | ?                                                              | |
| 11                                                | Napi-Ilhush                               | Vua của Awan                                                                    | ? – ?                   | ?                                  | ?                                                              | |
| 12                                                | Kikku-Siwe-Temti                          | Vua của Awan                                                                    | ? – ?                   | ?                                  | ?                                                              | |
| 13                                                | Hishep-Ratep I                            | Vua của Awan                                                                    | ? – ?                   | ?                                  | ?                                                              | |
| 14                                                | Luh-Ishshan                               | Vua của Awan                                                                    | ?– k. 2325 TCN          | ?- k. 2325 TCN                     | Con của Hishep-Ratep I                                         | |
| 15                                                | Hishep-Ratep II                           | Vua của Awan                                                                    | ?–?                     | k. 2325 TCN - ?                    | Con của Luh-Ishshan                                            | |
| 16                                                | Emahsini                                  | Vua của Awan                                                                    | ? – 2311 TCN            | k. 2315-2311 TCN                   |                                                                | |
| 17                                                | Helu                                      | Vua của Awan                                                                    | ? – ?                   | ?                                  | ?                                                              | |
| 18                                                | Hita                                      | Vua của Awan                                                                    | ?–?                     | k. 2270 TCN                        | ?                                                              | - Cùng thời với Naram-Sin vua của Akkad                                                            |
| 19                                                | Kutik-Inshushinak                         | Vua của Awan                                                                    | ? – ?                   | k. 2100 TCN                        | Con của Shinpi-hish-huk                                        | - Cùng thời với Ur-Nammu vua của Ur. Susa bị chinh phạt bởi quân của Ur trong năm 2078 và 2016 TCN |
| Triều đại Simashki, k. 2100– k. 1928 TCN          |                                           |                                                                                 |                         |                                    |                                                                | |
| 20                                                | Vị vua khuyết danh của Simashki           | vua của Simashki                                                                | ? – k. 2100 TCN         | ? – 2100 TCN                       | ?                                                              | cùng thời với Kutik-Inshushinak vua của Awan                                                       |
| 21                                                | Gir-Namme I                               | vua của Simashki                                                                | ?–?                     | ?                                  | ?                                                              | |
| 22                                                | Tazitta I                                 | vua của Simashki                                                                | ? – ?                   | k. 2040 - k. 2037 TCN              | ?                                                              | |
| 23                                                | Eparti I                                  | vua của Simashki                                                                | ? – ?                   | ? - k. 2033 TCN                    | ?                                                              | |
| 24                                                | Gir-Namme II                              | vua của Simashki                                                                | ? – ?                   | k. 2033 TCN- ?                     | ?                                                              | |
| 25                                                | Tazitta II                                | vua của Simashki                                                                | ? – ?                   | ?                                  | ?                                                              | |
| 26                                                | Lurak-Luhhan                              | vua của Simashki                                                                | ? – 2022 TCN            | k. 2028- k. 2022 TCN               | ?                                                              | |
| 27                                                | Hutran-Temti                              | vua của Simashki                                                                | ?–?                     | ?                                  | ?                                                              | |
| 28                                                | Indattu-Inshushinak I                     | vua của Simashki                                                                | ? – 2016 TCN            | ? - 2016 TCN                       | con của Hutran-Temti                                           | |
| 29                                                | Kindattu                                  | vua của Simashki                                                                | ? – ?                   | trước 2006- sau 2005 TCN           | con của Tan-Ruhuratir                                          | chinh phạt từ Ur                                                                                   |
| 30                                                | Indattu-Inshushinak II                    | vua của Simashki                                                                | ? – ?                   | k. 1980 TCN- ?                     | con của Pepi                                                   | cùng thời với Shu-Ilishu vua của Isin và Bilalama vua của Eshnunna                                 |
| 32                                                | Tan-Ruhuratir I                           | vua của Simashki                                                                | ?–?                     | k. 1965 TCN - ?                    | con của Indattu-Inshushinnak II                                | cùng thời với Iddin-Dagan vua của Isin                                                             |
| 33                                                | Indattu-Inshushinak III                   | vua của Simashki                                                                | ? – ?                   | ?                                  | con của Tan-Ruhuratir I                                        | hơn 3 năm                                                                                          |
| 35                                                | Indattu-Napir                             | vua của Simashki                                                                | ? – ?                   | ?                                  | ?                                                              | |
| 36                                                | Indattu-Temti                             | vua của Simashki                                                                | ?–?                     | ? - 1928? TCN                      | ?                                                              | |
| Triều đại Eparti, k. 1970– k. 1500 TCN            |                                           |                                                                                 |                         |                                    |                                                                | |
| 31                                                | Eparti II                                 | vua của Anshan và Susa, Sukkalmah                                               | ?–?                     | k. 1973 TCN-?                      | Kết hôn với con gái của Iddin-Dagan vua của Isin năm 1973 TCN. | cùng thời với Iddin-Dagan vua của Isin                                                             |
| 34                                                | Shilhaha                                  | vua của Anshan và Susa, Sukkalmah                                               | ?–?                     | ?                                  | con của Eparti II                                              | |
| 37                                                | Kuk-Nashur I                              | Sukkalmah                                                                       | ?–?                     | ?                                  | con (ruhushak) của Shilhaha                                    | |
| 38                                                | Atta-hushu                                | Sukkal và Ippir của Susa, Shepherd của người dân Susa, Shepherd của Inshushinak | ?–sau 1894 TCN          | ?1928-sau 1894 TCN                 | con của Kuk-Nashur I (?)                                       | |
| 39                                                | Tetep-Mada                                | Shepherd của người dân Susa                                                     | ?–?                     | sau khoảng 1890 TCN-?              | con của Kuk-Nashur I (?)                                       | |
| 40                                                | Palar-Ishshan                             | Sukkalmah                                                                       | ?–?                     | ?                                  | ?                                                              | |
| 41                                                | Kuk-Sanit                                 |                                                                                 | ?–?                     | ?                                  | con của Palar-Ishshan (?)                                      | |
| 42                                                | Kuk-Kirwash                               | Sukkalmah, Sukkal của Elam và Simashki và Susa                                  | ?–?                     | ?                                  | con của Lan-Kuku & cháu trai của Palar-Ishshan                 | |
| 43                                                | Tem-Sanit                                 |                                                                                 | ?–?                     | ?                                  | con của Kuk-Kirwash                                            | |
| 44                                                | Kuk-Nahhunte                              |                                                                                 | ?–?                     | ?                                  | con của Kuk-Kirwash                                            | |
| 45                                                | Kuk-Nashur II                             | Sukkalmah, Sukkal của Elam, Sukkal của Elam và Simashki và Susa                 | ?–?                     | ?                                  | con của Kuk-Nahhunte (?)                                       | |
| 46                                                | Shirukduh                                 | Sukkalmah                                                                       | ?–?                     | k. 1790 TCN - ?                    | ?                                                              | cùng thới với Shamshi-Adad I vua của Assyria                                                       |
| 47                                                | Shimut-Wartash I                          |                                                                                 | ?–?                     | ?                                  | con của Shirukduh                                              | |
| 48                                                | Siwe-Palar-Hupak                          | Sukkalmah, Sukkal của Susa, Hoàng thân của Elam                                 | ?–?                     | trước 1765 - sau 1765 TCN          | con của Shirukduh                                              | |
| 49                                                | Kuduzulush I                              | Sukkalmah, Sukkal của Susa                                                      | ?–?                     | ?                                  | con của Shirukduh                                              | |
| 50                                                | Kutir-Nahhunte I                          | Sukkalmah                                                                       | ? – ?                   | k. 1710 TCN - ?                    | con của Kuduzulush I                                           | |
| 51                                                | Atta-Merra-Halki                          |                                                                                 | ? – ?                   | ?                                  | con của Kuduzulush I (?)                                       | |
| 52                                                | Tata II                                   | Sukkal                                                                          | ? – ?                   | ?                                  | em trai của Atta-Merra-Halki                                   | |
| 53                                                | Lila-Irtash                               |                                                                                 | ?–?                     | ?                                  | con của Kuduzulush I                                           | |
| 54                                                | Temti-Agun                                | Sukkalmah, Sukkal của Susa                                                      | ? – ?                   | ?                                  | con của Kutir-Nahhunte I                                       | |
| 55                                                | Kutir-Shilhaha                            | Sukkalmah, Sukkal                                                               | ? – ?                   | ?                                  | con của Temti-Agun                                             | |
| 56                                                | Kuk-Nashur III                            | Sukkal của Elam, Sukkal của Susa                                                | ?–?                     | trước 1646 - sau 1646 TCN          | con của Kutir-Shilhaha                                         | |
| 57                                                | Temti-Raptash                             |                                                                                 | ? – ?                   | ?                                  | con của Kutir-Shilhaha                                         | |
| 58                                                | Shimut-Wartash II                         |                                                                                 | ? – ?                   | ?                                  | con của Kuk-Nashur III                                         | |
| 59                                                | Shirtuh                                   | Vua của Susa                                                                    | ? – ?                   | ?                                  | con của Kuk-Nashur III                                         | |
| 60                                                | Kuduzulush II                             | Sukkalmah, Vua của Susa                                                         | ? – ?                   | ?                                  | con của Shimut-Wartash II                                      | |
| 61                                                | Tan-Uli                                   | Sukkalmah, Sukkal                                                               | ? – ?                   | ?                                  | ?                                                              | |
| 62                                                | Temti-Halki                               | Sukkalmah, Sukkal của Elam và Simashki và Susa                                  | ? – ?                   | ?                                  | con của Tan-Uli                                                | |
| 63                                                | Kuk-Nashur IV                             | Sukkalmah                                                                       | ? – ?                   | ?                                  | con của Tan-Uli                                                | |
| 64                                                | Kutik-Matlat                              |                                                                                 | ? – ?                   | k. 1500 TCN - ?                    | con của Tan-Uli                                                | |
| Thời kỳ trung Elam, k. 1500 - k. 1000 TCN         |                                           |                                                                                 |                         |                                    |                                                                | |
| Triều đại Kidinu, k. 1500 – k. 1400 TCN           |                                           |                                                                                 |                         |                                    |                                                                | |
| 65                                                | Kidinu                                    | Vua Anshan và Susa                                                              | ? – ?                   | thế kỷ 15 TCN - ?                  | ?                                                              | |
| 66                                                | Inshushinak-Sunkir-Nappipir               | Vua Anshan và Susa                                                              | ? – ?                   | ?                                  | ?                                                              | |
| 67                                                | Tan-Ruhuratir II                          | Vua Anshan và Susa                                                              | ?–?                     | thế kỷ 15 TCN - ?                  | ?                                                              | |
| 68                                                | Shalla                                    | Vua Anshan và Susa                                                              | ? – ?                   | ?                                  | ?                                                              | |
| 76                                                | Temti-Ahar                                | Vua Anshan và Susa                                                              | ? – ?                   | k. 1370 TCN - ?                    | ?                                                              | cùng thời với Kadashman-Enlil I Kassite vua của Babylon                                            |
| Triều đại Igehalki, k. 1400 TCN - k.1200 TCN      |                                           |                                                                                 |                         |                                    |                                                                | |
| 69                                                | Ata-Halki                                 | Vua Anshan và Susa                                                              | ? – ?                   | ?                                  | ?                                                              | |
| 70                                                | Attar-Kittah I                            | Vua Anshan và Susa                                                              | ? – ?                   | ?                                  | con của Ata-Halki                                              | |
| 71                                                | Ige-Halki                                 | Vua Anshan và Susa                                                              | ? – ?                   | ?                                  | ?                                                              | |
| 72                                                | Pahir-Ishshan I                           | Vua Anshan và Susa                                                              | ? – ?                   | k. 1390 TCN - ?                    | con của Ige-Halki                                              | cùng thời với Kurigalzu I Kassite vua của Babylon                                                  |
| 73                                                | Kidin-Hutran I                            | Vua Anshan và Susa                                                              | ? – ?                   | ?                                  | con của Pahir-Ishshan I                                        | |
| 74                                                | Attar-Kittah II                           | Vua Anshan và Susa                                                              | ? – ?                   | ?                                  | con của Ige-Halki                                              | |
| 75                                                | Humban-Numena I                           | Vua Anshan và Susa                                                              | ? – ?                   | k. 1370 TCN - ?                    | con của Attar-Kittah II                                        | cùng thời với Burna-Buriash II Kassite vua của Babylon                                             |
| 77                                                | Untash-Napirisha hoặc Untash-Humban       | Vua Anshan và Susa                                                              | ? – ?                   | k. 1340 TCN-?                      | con của Humban-Numena I                                        | |
| 78                                                | Kidin-Hutran II                           | Vua Anshan và Susa                                                              | ? – ?                   | ?                                  | con của Untash-Naprisha                                        | |
| 79                                                | Napirisha-Untash hoặc Humban-Untash       | Vua Anshan và Susa                                                              | ? – ?                   | ?                                  | con của Kidin-Hutran II                                        | |
| 80                                                | Pahir-Ishshan II                          | Vua Anshan và Susa                                                              | ? – ?                   | ?                                  | ?                                                              | |
| 81                                                | Unpatar-Napirisha hoặc Unpatar-Humban     | Vua Anshan và Susa                                                              | ? – ?                   | ?                                  | con của Pahir-Ishshan II                                       | |
| 82                                                | Kidin-Hutran III                          | Vua Anshan và Susa                                                              | ? – ?                   | k. 1224 TCN- k. 1217 TCN           | con của Pahir-Ishshan II                                       | cùng thời với Enlil-nadin-shumi và Adad-shuma-iddina Kassite vua của Babylon                       |
| Triều đại Shutruki, k. 1200- k. 970 TCN           |                                           |                                                                                 |                         |                                    |                                                                | |
| 83                                                | Hallutush-Inshushinak                     | Vua Anshan và Susa                                                              | ? – ?                   | k. 1200 TCN- ?                     | ?                                                              | |
| 84                                                | Shutruk-Nahhunte I                        | Vua Anshan và Susa                                                              | ? – ?                   | trước ~ 1158 TCN- sau ~ 1158 TCN   | con của Hallutush-Inshushinak                                  | |
| 85                                                | Kutir-Nahhunte II                         | Vua Anshan và Susa                                                              | ? – ?                   | trước ~ 1155 TCN- sau ~ 1155 TCN   | con của Shutruk-Nahhunte I                                     | |
| 86                                                | Shilhak-Inshushinak I                     | Vua Anshan và Susa                                                              | ? – ?                   | ?                                  | con của Shutruk-Nahhunte I                                     | |
| 87                                                | Hutelutush-Inshushinak                    | Vua Anshan và Susa                                                              | ? – ?                   | trước ~ 1110 TCN- sau ~ 1110 TCN   | con của Kutir-Nahhunte II                                      | |
| 88                                                | Shilhina-Hamru-Lakamar                    | Vua Anshan và Susa                                                              | ? – ?                   | sau 1110 TCN - ?                   | con của Shilhak-Inshushinak I                                  | |
| 89                                                | Humban-Numena II                          | Vua Anshan và Susa                                                              | ? – ?                   | trước thế kỷ 11 TCN - ?            | ?                                                              | |
| 90                                                | Shutruk-Nahhunte II                       | Vua Anshan và Susa                                                              | ? – ?                   | giữa thế kỷ 11 TCN - ?             | con của Humban-Numena II                                       | |
| 91                                                | Shutur-Nahhunte I                         | Vua Anshan và Susa                                                              | ? – ?                   | giữa thế kỷ 11 TCN-                | con của Humban-Numena II                                       | Tạo ra các dòng chữ Kul-e Farah                                                                    |
| 92                                                | Mar-biti-apla-usur                        | "con" của Elam                                                                  | ? – ?                   | trước ~ 983 TCN- sau ~ 978 TCN     | ?                                                              | |
| ?                                                 | Akshir-Shimut                             | Vua Anshan và Susa                                                              | ? – ?                   | ?                                  | ?                                                              | |
| ?                                                 | Akshir-Nahhunte                           | Vua Anshan và Susa                                                              | ? – ?                   | ?                                  | ?                                                              | |
| ?                                                 | Kara-Indash                               | Vua Elem                                                                        | ? – ?                   | ?                                  | ?                                                              | |
| Thời kỳ tân Elam, k. 1000–k. 500 TCN              |                                           |                                                                                 |                         |                                    |                                                                | |
| Triều đại Humban-Tahri (Tân Elam), k. 830–521 TCN |                                           |                                                                                 |                         |                                    |                                                                | |
| 96                                                | vị vua Elam khuyết tên                    | Vua Anshan và Susa                                                              | ?–?                     | trước k. 821 TCN- sau k. 821 TCN   | ?                                                              | cùng thời với Shamshi-Adad V vua của Assyria                                                       |
| 97                                                | Humban-Tahrah I                           | vua của Elam                                                                    | ? – 743 TCN             | ? – 743 TCN                        | ?                                                              | |
| 98                                                | Humban-Nikash I                           | vua của Elam                                                                    | ? – 717 TCN             | 743 TCN -717 TCN                   | con của Humban-Tahrah I                                        | |
| 99                                                | Shutur-Nahhunte II                        | vua của Anshan và Susa                                                          | ? – 699 TCN             | 717 - 699 TCN                      | con (Ruhushak) của Humban-Nikash I                             | |
| 100                                               | Hallushu-Inshushinak                      | vua của Anshan và Susa                                                          | ? – Tháng 10, 693 TCN   | 699 -Tháng 10, 693 TCN             | em của Shutur-Nahhunte II                                      | |
| 101                                               | Kutir-Nahhunte III                        | vua của Anshan và Susa                                                          | ? - Tháng 7, 692 TCN    | Tháng 10, 693- Tháng 7, 692 TCN    | con của Hallushu-Inshushinak                                   | |
| 102                                               | Humban-Numena III                         | vua của Anshan và Susa                                                          | ?–2/688 TCN             | 7/692-2/688 TCN                    | con của Hallushu-Inshushinak                                   | |
| 103                                               | Humban-Haltash I                          | vua của Anshan và Susa                                                          | ? – Tháng 10, 681 TCN   | Tháng 2, 688- Tháng 10, 681 TCN    | con của Humban-Numena III (?)                                  | |
| 104                                               | Humban-Haltash II                         | vua của Anshan và Susa                                                          | ? – Tháng 9, 675 TCN    | Tháng 10, 681 - Tháng 9, 675 TCN   | con của Humban-Haltash I                                       | |
| 105                                               | Urtak-Inshushinak                         | vua của Anshan và Susa                                                          | ? – 663 TCN             | Tháng 9, 675 - 663 TCN             | em của Humban-Haltash II                                       | |
| 106                                               | Temti-Humban-Inshushinak I                | vua của Anshan và Susa                                                          | ? – Tháng 9, 653 TCN    | 663- Tháng 9, 653 TCN              | em của Urtak-Inshushinak                                       | |
| 107                                               | Humban-Nikash II                          | vua của Anshan và Susa                                                          | ? – 651 TCN             | Tháng 9, 653- 651 TCN              | con của Urtak-Inshushinak                                      | |
| 108                                               | Tammaritu                                 | vua của Anshan và Susa                                                          | ?–sau Tháng 4, 645 TCN  | 652-649 TCN                        | con của Urtak-Inshushinak                                      | |
| 109                                               | Indabibi                                  | vua của Anshan và Susa                                                          | ?–sau tháng 4, 648 TCN  | 649- sau tháng 7, 648 TCN          | ?                                                              | |
| 110                                               | Humban-Haltash III                        | vua của Anshan và Susa                                                          | ?– sau tháng 6, 445 TCN | sau tháng 7, 648- tháng 6, 445 TCN | con của Atta-hamiti-Inshushinak                                | |
| 108                                               | Tammaritu                                 | vua của Anshan và Susa                                                          | ?–sau tháng 4, 645 TCN  | 647 TCN                            | con của Humban-Hapua                                           | |
| 111                                               | Humban-Nikash III                         | vua của Anshan và Susa                                                          | ?–sau tháng 4, 645 TCN  | 647 TCN                            | con của Atta-Merra-Halki                                       | |
| 112                                               | Umhuluma                                  | vua của Anshan và Susa                                                          | ? – ?                   | 647 TCN                            | ?                                                              | |
| 113                                               | Indattu-Inshushinak IV                    | vua của Anshan và Susa                                                          | ? – ?                   | 647 TCN- sau tháng 5, 646 TCN      | ?                                                              | |
| 114                                               | Humban-Hapua                              | vua của Anshan và Susa                                                          | ?–?                     | 647 TCN                            | ?                                                              | |
| 115                                               | Pa'e                                      | vua của Anshan và Susa                                                          | ?–sau 645/4 TCN         | thu năm 646- sau 645/4 TCN         | ?                                                              | |
| 116                                               | Shutur-Nahhunte III                       | vua của Anshan và Susa                                                          | ?–?                     | sau thu năm 646 TCN-?              | con của Indattu-Inshushinak IV                                 | Để mất Anshan tới Teispes năm 650 TCN                                                              |
| 117                                               | Humban-Kitin                              | vua Susa                                                                        | ?–?                     | cuối thế kỷ 7 TCN- ?               | con của Shutur-Nahhunte III                                    | |
| 118                                               | Humban-Tahrah II                          | vua Susa                                                                        | ?–?                     | ?                                  | ?                                                              | |
| 119                                               | Hallutash-Inshushinak                     | vua Susa                                                                        | ?–?                     | ?                                  | con của Humban-Tahrah II                                       | |
| 120                                               | Ummanunu I                                | vua Susa                                                                        | ?–?                     | đầu thế kỷ thứ 6 TCN-?             | ?                                                              | |
| 121                                               | Shilhak-Inshushinak II                    | vua Susa                                                                        | ?–?                     | đầu thế kỷ thứ 6 TCN-?             | con của Ummanunu I                                             | |
| 122                                               | Temti-Humban-Inshushinak II               | vua                                                                             | ?–?                     | trước 550 TCN-?                    | con của Shilhak-Inshushinak II                                 | |
| 123                                               | Halkatash                                 | Vua Susa                                                                        | ?–?                     | ?- 549/8 TCN                       | ?                                                              | |
| 124                                               | Açina                                     | Vua Elam                                                                        | ?–12/522 TCN            | ?-12/522 TCN                       | con của Upadrama                                               | |
| 125                                               | Ummanunu II or Humban-Nikash IV (Ummaniš) | Vua Elam                                                                        | ?–2/521 TCN             | 12/522- 2/521 TCN                  | ?                                                              | |
| 126                                               | Atta-hamiti-Inshushinak                   | Vua của Anshan và Susa                                                          | ?–520/19 TCN            | ?-520/19 TCN                       | con của Hutran-Temti                                           | Trở thành vua của Gisati                                                                           |

## Các đế quốc Iran

### Đế quốc Media, 728–550 TCN
Người Medes là một trong những dân tộc cổ đại của người Iran. Vào thế kỉ 6 TCN, người Ba Tư, chư hầu của người Medes, nổi lên và đánh bại người Media, tiêu diệt đế quốc Media.
| Nhà Media, 726–521 TCN |               |             |  |                      |                   |                    | |
| Deioces                | Dahiaukka     |             |  | 710 TCN– 675 TCN     | 726 TCN           | 674 TCN            | - Con trai của Phraortes - Bị người Assyria lật đổ                                                                                      |
| Xšaθrita I             | Phraortes (?) | không khung |  | ? – 652 TCN          | 674 TCN           | 652 TCN            | - Con trai của Deioces - Tử trận trước người Assyria và người Scythia. Cái chết của ông bắt đầu thởi kỳ Scythia đô hộ Media 652–625 TCN |
| Cyaxares               | Huvaxšaθra    | không khung |  | 675 TCN – 585 TCN    | 625 TCN           | 585 TCN            | - Con trai của Xšaθrita I - Liên minh với Nabopolassar của Babylon tiêu diệt Assyria                                                    |
| Astyages               | Ishtuvigu     | không khung |  | ? – 585 TCN          | 585 TCN           | 550 TCN            | - Con trai của Cyaxares - Bị lật đổ và sau đó bị giết                                                                                   |
| Cyaxares II            | Fravartish    |             |  | ? – Tháng 5, 521 TCN | Tháng 12, 522 TCN | 8 tháng 5, 521 TCN | - Hậu duệ của Cyaxares - Bị giết bởi Darius I                                                                                           |

### Đế quốc Achaemenes, 550–330 TCN
| Nhà Achaemenes (550–330 TCN) |             | |             |         |         | |
| Cyrus Đại đế                 |             | Đức Vua vĩ đại, Vua của các vị vua, Vua của Anshan, Vua của Media, Vua của Babylon, Vua của Sumer và Akkad, Vua của Toàn cầu | 600–530 TCN | 559 TCN | 530 TCN | - Con trai của Cambyses I vua của Anshan và Mandana con gái của Astyages - Vua của Anshan từ năm 559 TCN. - Bị giết trong trận chiến với người Massagete |
| Cambyses                     |             | Đức Vua vĩ đại, Vua của các vị vua, Pharaon của Ai Cập                                                                       | ?–521 TCN   | 530 TCN | 522 TCN | - Con trai của Cyrus Đại đế - Chết trên đường đi thảo phạt quân phiến loạn - Danh hiệu Pharaon: Horus: Smatawy, Nswbty: Mesutire                         |
| Gaumata                      | không khung | Đức Vua vĩ đại, Vua của các vị vua, Pharaon của Ai Cập                                                                       | ?-522 TCN   | 522 TCN | 522 TCN | - Con trai của Cyrus Đại đế (có thể là một kẻ mạo danh Bardiya) - Bị giết bởi các quý tộc Ba Tư                                                          |
| Darius I                     | không khung | Đức Vua vĩ đại, Vua của các vị vua, Pharaon của Ai Cập                                                                       | 550–486 TCN | 522 TCN | 486 TCN | - Con trai của Hystaspes - Danh hiệu Pharaon: Horus: Menkhib Nswbty: Stutre                                                                              |
| Xerxes I                     |             | Đức Vua vĩ đại, Vua của các vị vua, Pharaon của Ai Cập                                                                       | 519–465 TCN | 485 TCN | 465 TCN | - Con trai của Darius I - Được phần lớn học giả xem là vua Ahasuerus trong Sách Esther                                                                   |
| Artaxerxes I                 |             | Đức Vua vĩ đại, Vua của các vị vua, Pharaon của Ai Cập                                                                       | ?–424 TCN   | 465 TCN | 424 TCN | - Con trai của Xerxes I - Được một vài học giả xem là vua Ahasuerus trong Sách Esther                                                                    |
| Xerxes II                    | không khung | Đức Vua vĩ đại, Vua của các vị vua, Pharaon của Ai Cập                                                                       | ?–424 TCN   | 424 TCN | 424 TCN | - Con trại của Artaxerxes I - Chỉ tự xưng ở Ba Tư, bị giết bởi Sogdianus                                                                                 |
| Sogdianus                    |             | Đức Vua vĩ đại, Vua của các vị vua, Pharaon của Ai Cập                                                                       | ?–423 TCN   | 424 TCN | 423 TCN | - Con trai của Artaxerxes I - Chỉ được công nhận ở Ba Tư và Ê-lam, bị giết bởi Darius II                                                                 |
| Darius II                    | không khung | Đức Vua vĩ đại, Vua của các vị vua, Pharaon của Ai Cập                                                                       | ?–404 TCN   | 424 TCN | 404 TCN | - Con trai của Artaxerxes I |
| Artaxerxes II                |             | Đức Vua vĩ đại, Vua của các vị vua                                                                                           | 436–358 TCN | 404 TCN | 358 TCN | - Con trai của Darius II |
| Artaxerxes III               |             | Đức Vua vĩ đại, Vua của các vị vua, Pharaon của Ai Cập                                                                       | ?–338 TCN   | 358 TCN | 338 TCN | - Con trai của Artaxerxes II - Bị giết |
| Artaxerxes IV                | không khung | Đức Vua vĩ đại, Vua của các vị vua, Pharaon của Ai Cập                                                                       | ?–336 TCN   | 338 TCN | 336 TCN | - Con trai của Artaxerxes III - Bị giết |
| Darius III                   |             | Đức Vua vĩ đại, Vua của các vị vua, Pharaon của Ai Cập                                                                       | 380–330 TCN | 336 TCN | 330 TCN | - Con trai của Artaxerxes IV - Bị Artaxerxes V giết |
| Artaxerxes V                 |             | Đức Vua vĩ đại, Vua của các vị vua                                                                                           | ?–329 TCN   | 330 TCN | 329 TCN | - Có thể là một hậu duệ của Artaxerxes II - Bị Alexandros III giết                                                                                       |

## Các triều đạiMacedonia

### Nhà Argead, 330–310 TCN
| Đế quốc Macedonia (330–312 BC) |             |                                                                   |                           |                  |                     | |
| Alexandros Đại đế              | không khung | Shahanshah, Vua của Macedonia, Pharaon của Ai Cập, Vua của châu Á | 356 – 13 tháng 6, 323 TCN | 330 TCN          | 13 tháng 6, 323 TCN | - Con trai của Philippos II của Macedonia - Vua của Macedonia từ năm 336 TCN dưới hiệu Alexander III                              |
| Philippos III Arrhidaeus       | không khung | Vua của Macedonia                                                 | k. 359 – 317 TCN          | Tháng 6, 323 TCN | 317 TCN             | - Con trai của Philippos II của Macedonia - Bị giết bởi Olympias                                                                  |
| Alexandros IV Aegus            | không khung | Shahanshah, Vua của Macedonia, Pharaon của Ai Cập                 | Tháng 9, 323 - 309 TCN    | Tháng 9, 323 TCN | 309 TCN             | - Con trai của Alexandros III - Vua của Macedonia với hiệu Alexander IV tới 309 TCN. Bị giết bởi Cassander con trai của Antipater |
| Perdiccas                      |             | Nhiếp chính                                                       | ? – 321 TCN               | Tháng 6, 323 TCN | 321 TCN             | - Nhiếp chính của Alexandros IV & Philippos III, Hoàng tử xứ Orestis                                                              |
| Antipatros                     |             | Nhiếp chính                                                       | 398? – 319 TCN            | 321 TCN          | 319 TCN             | - Con trai của Iollas - Nhiếp chính của Alexandros IV & Philippos III                                                             |
| Polyperchon                    |             | Nhiếp chính                                                       | 394 – 303 TCN             | 319 TCN          | 316 TCN             | - Con trai của Simmias - Nhiếp chính của Alexandros IV & Philippos III. Trên thực tế thì ông không có quyền lực ở Ba Tư.          |
| Kassandros                     | không khung | Nhiếp chính                                                       | k. 350 - 297 TCN          | 316 TCN          | 309 TCN             | - Con trai của Antipater - Nhiếp chính của Alexandros IV & Philippos III. Trên thực tế thì ông không có quyền lực ở Ba Tư.        |

### Nhà Seleukos, 305–164 TCN
| Đế quốc Seleukos (311–129 TCN) |  |                |                |         |         | |
| Seleukos I Nikator             |  | Basileus       | k. 358–281 TCN | 311 TCN | 281 TCN | - Con trai của Antiochus Con trai của Seleukos - Xưng vương năm 306 TCN.                                        |
| Antiochus I Soter              |  | Basileus       | ?–261 TCN      | 281 TCN | 261 TCN | - Con trai của Seleukos I - Đồng cai trị từ năm 291 TCN                                                         |
| Antiochus II Theos             |  | Basileus       | 286–246 TCN    | 261 TCN | 246 TCN | - Con trai của Antiochus I                                                                                      |
| Seleukos II Callinicus         |  | Basileus       | ?–225 TCN      | 246 TCN | 225 TCN | - Con trai của Antiochus II                                                                                     |
| Seleukos III Ceraunus          |  | Basileus       | k. 243–223 TCN | 225 TCN | 223 TCN | - Con trai của Seleukos II                                                                                      |
| Antiochus III Đại đế           |  | Megas Basileus | k. 241–187 TCN | 223 TCN | 187 TCN | - Con trai của Seleukos II                                                                                      |
| Seleukos IV Philopator         |  | Basileus       | ?–175 TCN      | 187 TCN | 175 TCN | - Con trai của Antiochus III                                                                                    |
| Antiochus IV Epiphanes         |  | Basileus       | k. 215–163 TCN | 175 TCN | 163 TCN | - Con trai của Antiochus III - Killed in Elymais                                                                |
| Antiochus V Eupator            |  | Basileus       | k. 172–161 TCN | 163 TCN | 161 TCN | - Con trai của Antiochus IV                                                                                     |
| Demetrius I Soter              |  | Basileus       | 185–150 TCN    | 161 TCN | 150 TCN | - Con trai của Seleukos IV                                                                                      |
| Alexander Balas                |  | Basileus       | ?–146 BC       | 150 BC  | 146 BC  | - Xuất thân hèn kém nhưng tự nhận là con của Antiochus IV                                                       |
| Demetrius II Nicator           |  | Basileus       | ?–139 TCN      | 146 TCN | 139 TCN | - Con trai của Demetrius I - Defeated and captured by Parthians. He married Rhodogune daughter of Mithridates I |
| Antiochus VI Dionysus          |  | Basileus       | 148–138 TCN    | 145 TCN | 142 TCN | - Con trai củaAlexander III. - In competition with Demetrius II.                                                |
| Antiochus VII Sidetes          |  | Basileus       | ?–129 TCN      | 139 TCN | 129 TCN | - Con trai của Demetrius I - Tử trận trước Phraates II của Parthia                                              |

The Seleucid Dynasty gradually lost control of Persia. Năm 253, the Arsacid Dynasty established itself in Parthia. The Parthians gradually expanded their control, until by the mid thế kỉ 2 TCN, nhà Seleukos mất hoàn toàn lãnh thổ ở Ba Tư. There were more Seleucid rulers of Syria and, for a time, Babylonia, after Antiochus IV, but không có had any effective power in Persia).

## Các đế quốc của người Iran ở Iran

### Đế quốc Parthia (Đế quốc Arsaces), 247 TCN – 228 CN
Là triều đại lấn chiếm đất và kế tục nhà Seleukos cùng với một số diadochi (sứ quân của Macedonia - Hy Lạp) khác, các vị vua Parthia, khác với các diadochi, đã trở thành triều đại bản xứ của dân Iran, mặc dù họ yêu thích nền văn minh Hy Lạp đến mức tự nhận là philhellenes (bạn của những người Hy Lạp) trên những đồng tiền mà họ ban hành. Các nhà vua triều đại Arsaces đã sử dụng danh hiệu là "Vua của các vua", như một tuyên bố là người thừa kế thực sự đế chế Achaemenes, họ chấp nhận nhiều vị vua địa phương như các chư hầu lệ thuộc sẽ phải trực do chính quyền Trung ương chỉ định, mặc dù phần lớn đều tự trị, hay là các phó vương. Triều đình đã chỉ định một số lượng nhỏ các phó vương, chủ yếu là bên ngoài Iran, nhưng các satrapies này nhỏ hơn và ít mạnh mẽ hơn so với những người cai trị địa phương dưới thời Achaemenes. Với việc mở rộng quyền lực của Arsacid, chính quyền trung ương đã chuyển từ Nisa, Turkmenistan tới Ctesiphon dọc theo sông Tigris (phía nam Baghdad, Iraq), mặc dù một số nơi khác cũng từng là thủ đô.
| Nhà Arsaces (247 TCN – 228 CN) |                           |             |                                                                                                |                |         |         | |
| Arsaces I                      | Tiridates I hoặc Arsaces  |             | Shah, Karen, Autocrator                                                                        | ?–211 TCN      | 247 TCN | 211 TCN | - Một hậu duệ của Arsaces con trai của Phriapatius, người có lẽ là con trai của Artaxerxes II                        |
| Arsaces II                     | Arsaces                   |             |                                                                                                | ?–185 TCN      | 211 TCN | 185 TCN | - Con trai của Arsaces I                                                                                             |
| Arsaces III                    | Phriapatius               |             |                                                                                                | ?–170 TCN      | 185 TCN | 170 TCN | - Cháu nội của Tiridates I                                                                                           |
| Arsaces IV                     | Phraates I                |             |                                                                                                | ?–167 TCN      | 170 TCN | 167 TCN | - Con trai của Phriapatius                                                                                           |
| Arsaces V                      | Mithridates I             |             | Đức vua vĩ đại, Theos, Theopator, Philhellene                                                  | ?–132 TCN      | 167 TCN | 132 TCN | - Con trai của Phriapatius                                                                                           |
| Arsaces VI                     | Phraates II               |             | Đức vua vĩ đại, Philopator, Theopator, Nikephoros                                              | ?–127 TCN      | 132 TCN | 127 TCN | - Con trai của Mithridates I - Tử trận trước người Scythia                                                           |
| Arsaces VII                    | Artabanus I               |             | Shah                                                                                           | ?–126 TCN      | 127 TCN | 126 TCN | - Con trai của Phriapatius - Tử trận trước người Tocharia                                                            |
| Arsaces VIII                   | Vologases (I)             |             | Đức vua vĩ đại, Theopator, Philadelphos, Philhellene, Epiphanes                                | ?–122 TCN      | 126 TCN | 122 TCN | - Con trai của Phriapatius - Là vua nhà Arsaces đầu tiên của Media, Arran và Iberia                                  |
| Arsaces IX                     | Artabanus (II)            |             | Đức vua vĩ đại, Shahanshah, Epiphanes, Philhellene                                             | ?–121 TCN      | 122 TCN | 121 TCN | - Con trai của Artabanus I - Tử trận trước người Media                                                               |
| Arsaces X                      | Mithridates II            |             | Đức vua vĩ đại, Shahanshah, Epiphanes, Soter                                                   | ?–91 TCN       | 121 TCN | 91 TCN  | - Con trai của Artabanus I                                                                                           |
| Arsaces XI                     | Gotarzes I                |             | Đức vua vĩ đại, Epiphanes, Philhellene, Euergetes, Autocrator                                  | ?–87 TCN       | 91 TCN  | 87 TCN  | - Con trai của Mithridates II                                                                                        |
| Arsaces XII                    | Artabanus (III)           |             | Đức vua vĩ đại, Theopator, Nicator                                                             | ?–77? BC       | 91 BC   | 77? BC  | - Con trai của Vologases (I)                                                                                         |
| Arsaces XIII                   | Mithridates (III)         |             | Đức vua vĩ đại, Shahanshah, Dikaios, Euergetes, Philhellene, Autocrator, Philopator, Epiphanes | ?–67 TCN       | 88 TCN  | 67 TCN  | - Con trai của Mithridates II                                                                                        |
| Arsaces XIV                    | Orodes I                  |             | Đức vua vĩ đại, Euergetes, Epiphanes, Philhellene                                              | ?–75 TCN       | 80 TCN  | 75 TCN  | - Con trai của Mithridates II                                                                                        |
| Arsaces XV                     | Sanatruces I              | không khung | Đức vua vĩ đại, Theopator, Euergetes, Epiphanes, Philhellene                                   | 157–70 TCN     | 77 TCN  | 70 TCN  | - Con trai của Vologases (I)                                                                                         |
| Arsaces XVI                    | ?                         |             | Đức vua vĩ đại, Theopator, Euergetes, Epiphanes, Philhellene, Eusebes                          | ?–66 TCN       | 77 TCN  | 66 TCN  | - The most obscure major monarch of the first millennium BC. Nothing about him is currently known.                   |
| Arsaces XVII                   | Phraates III              |             | Đức vua vĩ đại, Theos, Euergetes, Epiphanes, Philhellene                                       | ?–57 TCN       | 70 TCN  | 57 TCN  | - Con trai của Sanatruces I - Bị giết bởi Orodes II                                                                  |
| Arsaces XVIII                  | ?                         |             | Đức vua vĩ đại, Philopator, Euergetes, Epiphanes, Philhellene                                  | ?–63 TCN       | 66 TCN  | 63 TCN  | - Con trai của Arsaces XVI - The second most obscure monarch of the first millennium BC, nothing about him is known. |
| Arsaces XIX                    | Mithridates III (hoặc IV) |             | Đức vua vĩ đại, Shahanshah, Dikaios, Epiphanes, Theos, Eupator, Theopator, Philhellene         | ?–54 TCN       | 65 TCN  | 54 TCN  | - Con trai của Phraates III - Bị giết bởi Orodes II                                                                  |
| Arsaces XX                     | Orodes II                 |             | Shahanshah, Philopator, Eupator, Euergetes, Dikaios, Epiphanes, Philhellene, Ktistes           | ?–38 TCN       | 57 TCN  | 38 TCN  | - Con trai của Phraates III - Bi giết bởi Phraates IV                                                                |
| Arsaces XXI                    | Pacorus I                 |             | Shahanshah, Euergetes, Dikaios, Epiphanes, Philhellene                                         | ?–38 TCN       | 50 TCN  | 38 TCN  | - Con trai của Orodes II - Tử trận trước người La Mã                                                                 |
| Arsaces XXII                   | Phraates IV               |             | Shahanshah, Euergetes, Dikaios, Epiphanes, Philhellene                                         | ?–2 TCN        | 38      | 2 TCN   | - Con trai của Orodes II - Bị giết bởi Musa                                                                          |
| Arsaces XXIII                  | Tiridates II              | không khung | Shahanshah, Euergetes, Dikaios, Epiphanes, Philhellene, Autocrator, Philoromaeos               | ?–after 23 TCN | 30 TCN  | 25 TCN  | - Có lẽ là một hậu duệ của Mithridates (III) - Bị lật đổ và phải chạy sang La Mã                                     |
| Arsaces XXIV                   | Mithridates (V)           |             | ?                                                                                              | ?–? TCN        | 12 TCN  | 9 TCN   | - Có lẽ là một hậu duệ của Mithridates (III)                                                                         |
| Musa                           | Musa                      |             | Queen of Queens, Thea, Urania                                                                  | ?–4? CN        | 2 TCN   | 4 CN    | - Hoàng hậu của Phraates IV                                                                                          |
| Arsaces XXV                    | Phraates V                | không khung | Shahanshah, Euergetes, Dikaios, Epiphanes, Philhellene                                         | ?–4 CN         | 2 TCN   | 4 CN    | - Con trai của Phraates IV & Musa - Bị lật đổ và phải chạy sang La Mã                                                |
| Arsaces XXVI                   | Orodes III                |             | Shahanshah, Euergetes, Dikaios, Epiphanes, Philhellene                                         | ?–6            | 4       | 6       | - Có lẽ là hậu duệ của Mithridates (III) - Bị giết bởi các quý tộc Parthia                                           |
| Arsaces XXVII                  | Vonones I                 |             | Đức vua vĩ đại, Shahanshah, Euergetes, Dikaios, Epiphanes, Philhellene, Nikephorus             | ?–19           | 8       | 12      | - Con trai của Phraates IV - Bị lật đổ và phải chạy sang La Mã. Sau đó thì bị người La Mã sát hại                    |
| Arsaces XXVIII                 | Artabanus III             |             | Shahanshah, Euergetes, Dikaios, Epiphanes, Philhellene                                         | ?–40           | 10      | 40      | - Có lẽ là một hậu duệ của Mithridates (III)                                                                         |
| Arsaces XXIX                   | Tiridates III             |             | ?                                                                                              | ?–?            | 35      | 36      | - Có lẽ là hậu duệ của Tiridates II - Bị lật đổ và phải chạy sang La Mã                                              |
| Arsaces XXX                    | Cinnamus                  |             | ?                                                                                              | ?–?            | 37      | 37      | - Con trai của Artabanus III - Thoái vị                                                                              |
| Arsaces XXXI                   | Gotarzes II               |             | Shahanshah, Euergetes, Dikaios, Epiphanes, Philhellene                                         | 11–51          | 40 –    | 51      | - Con trai của Artabanus III                                                                                         |
| Arsaces XXXII                  | Vardanes I                |             | Shahanshah, Euergetes, Dikaios, Epiphanes, Philhellene                                         | ?–46           | 40      | 46      | - Con trai của Artabanus III - Bị giết bởi Gotarzes II                                                               |
| Arsaces XXXIII                 | Vonones II                |             | Shahanshah, Euergetes, Dikaios, Epiphanes, Philhellene                                         | ?–51           | k. 45   | 51      | |
| Arsaces XXXIV                  | Mithridates (VI)          |             | ?                                                                                              | ?–?            | 49      | 50      | - Con trai của Vonones II - Deposed and mutilated by Gotarzes II                                                     |
| Arsaces XXXV                   | Vologases I (hoặc II)     |             | Shahanshah, Euergetes, Dikaios, Epiphanes, Philhellene, The Lord                               | ?–77           | 51      | 77      | - Con trai của Vonones II                                                                                            |
| Arsaces XXXVI                  | Vardanes II               | không khung | Shahanshah, Euergetes, Dikaios, Epiphanes, Philhellene                                         | ?–?            | 55      | 58      | - Con trai của Vologases I (hoặc II) - Bị phế truất                                                                  |
| Arsaces XXXVII                 | Vologases II (hoặc III)   |             | Shahanshah, Dikaios, Epiphanes, Philhellene                                                    | ?–?            | 77      | 89/90   | - Có lẽ là con của Vologases I                                                                                       |
| Arsaces XXXVIII                | Pacorus II                |             | Shahanshah, Dikaios, Epiphanes, Philhellene                                                    | ?–115          | 77      | 115     | - Con trai của Vonones II                                                                                            |
| Arsaces XXXIX                  | Artabanus IV              | không khung | Shahanshah, Dikaios, Epiphanes, Philhellene                                                    | ?–?            | 80      | 81      | - Có lẽ là con của Artabanus III                                                                                     |
| Arsaces XL                     | Osroes I                  |             | Shahanshah, Euergetes, Dikaios, Epiphanes, Philhellene                                         | ?–130          | 89/90   | 130     | - Có lẽ là con của Vologases II (hoặc III)                                                                           |
| Arsaces XLI                    | Vologases III (hoặc IV)   |             | Shahanshah, Dikaios, Epiphanes, Philhellene                                                    | ?–148          | 105     | 148     | |
| Arsaces XLII                   | Mithridates IV (hoặc VII) |             | Shahanshah, Dikaios, Epiphanes, Philhellene                                                    | ?–k. 145       | 115     | k. 145  | - Em trai của Osroes I - Tử trận trước người La Mã                                                                   |
| Arsaces XLIII                  | Parthamaspates            |             | Shahanshah, Euergetes, Dikaios, Epiphanes, Philhellene                                         | ?–after 123    | 116     | 117     | - Con trai của Osroes I - Bị lật đổ và phải chạy sang La Mã                                                          |
| Arsaces XLIV                   | Sanatruces II             | không khung | Shahanshah, Dikaios, Epiphanes, Philhellene                                                    | ?–k. 145       | k. 145  | k. 145  | - Con trai của Mithridates IV (hoặc VII) - Tử trận trước người La Mã                                                 |
| Arsaces XLV                    | Vologases IV (hoặc V)     | không khung | Shahanshah, Dikaios, Epiphanes, Philhellene                                                    | ?–191          | 148     | 191     | - Con trai của Mithridates IV (hoặc VII)                                                                             |
| Arsaces XLVI                   | Vologases V (hoặc VI)     | không khung | Shahanshah, Dikaios, Epiphanes, Philhellene                                                    | ?–208          | 191     | 208     | - Con trai của Vologases IV (hoặc V)                                                                                 |
| Arsaces XLVII                  | Osroes II                 | không khung | Shahanshah, Dikaios, Epiphanes, Philhellene                                                    | ?–?            | k. 190  | k. 195  | - Có lẽ là con của Vologases IV (hoặc V)                                                                             |
| Arsaces XLVIII                 | Vologases VI (hoặc VII)   |             | Shahanshah, Dikaios, Epiphanes, Philhellene                                                    | 181–228        | 208     | 228     | - Con trai của Vologases V (hoặc VI) - Bị giết bởi Ardashir I                                                        |
| Arsaces XLIX                   | Artabanus V               |             | Shahanshah, Dikaios, Epiphanes, Philhellene                                                    | ?–226          | 213     | 226     | - Con trai của Vologases V (hoặc VI) - Bị giết bởi Ardashir I                                                        |
| Arsaces L                      | Tiridates IV              |             | Shahanshah, Dikaios, Epiphanes, Philhellene                                                    | ?–?            | 217     | 222     | - Con trai của Vologases IV (hoặc V) - Cũng là vua của Armenia                                                       |

There were various regional client dynasties, often with significant autonomy. Like the Elymais client Kingdom that occupied the area of ancient Elam, and kingdoms of Mesene in Lower Mesopotamia and Persis (Fars) in Central Iran, as well as Adiabene in Northern Mesopotamia..

### Đế quốc Sassanid, CN 224–651
| Tên ngai            | Tên thật         | Chân dung   | Tước hiệu                         | Sinh - mất            | Lên ngôi        | Kết thúc triều đại | Ghi chú |
| ------------------- | ---------------- | ----------- | --------------------------------- | --------------------- | --------------- | ------------------ | --- |
| Nhà Sasan           |                  |             |                                   |                       |                 |                    | |
| Ardashir I          |                  |             | Shahanshah                        | 180 – Tháng 2, 242    | 28 tháng 4, 224 | Tháng 2, 242       | - Con trai của Papak, con của Sasan |
| Shapur I            |                  |             | Shahanshah                        | 215 – Tháng 5, 270    | 12 tháng 4, 240 | Tháng 5, 270       | - Con trai của Ardashir I |
| Hormizd I           | Hormozd-Ardashir |             | Shahanshah, Wuzurg Armananshah    | ?– Tháng 6, 271       | Tháng 5, 270    | Tháng 6, 271       | - Con trai của Shapur I |
| Bahram I            |                  |             | Shahanshah, Gilanshah             | ?– Tháng 9, 274       | Tháng 6, 271    | tháng 9, 274       | - Con trai của Shapur I |
| Bahram II           |                  |             | Shahanshah                        | ?–293                 | Tháng 9, 274    | 293                | - Con trai của Bahram I |
| Bahram III          |                  |             | Shahanshah, Sakanshah             | ?–293                 | 293             | 293                | - Con trai củaBahram II - Bị lật đổ |
| Narseh I            |                  |             | Shahanshah, Wuzurg Armananshah    | ?–302                 | 293             | 302                | - Con trai của Shapur I |
| Hormizd II          |                  |             | Shahanshah                        | ?–309                 | 302             | 309                | - Con trai của Narseh I - Bị sát hại bởi quý tộc Iran |
| Adhur Narseh        |                  |             | Shahanshah                        | ?–309                 | 309             | 309                | - Con trai của Hormizd II - Bị giết bởi quý tộc Iran |
| Shapur II           |                  | không khung | Shahanshah, Dhū al-aktāf          | 309 – 379             | 309             | 379                | - Con trai của Hormizd II |
| Ardashir II         |                  | không khung | Shahanshah                        | ?–383                 | 379             | 383                | - Con trai của Shapur II |
| Shapur III          |                  |             | Shahanshah                        | ?– Tháng 12, 388      | 383             | Tháng 12, 388      | - Con trai của Shapur II - Bị giết bởi quý tộc Iran |
| Bahram IV           |                  |             | Shahanshah, Kirmanshah            | ?–399                 | Tháng 12, 388   | 399                | - Con trai của Shapur II |
| Yazdegerd I         |                  |             | Shahanshah                        | 363 – 21 tháng 1, 420 | 399             | 21 tháng 1, 420    | - Con trai của Shapur III - Bị giết bởi quý tộc Iran |
| Bahram V            |                  |             | Shahanshah                        | 406 – 20 tháng 6, 438 | 21 tháng 1, 420 | 20 tháng 6, 438    | - Con trai của Yazdegerd I |
| Yazdegerd II        |                  |             | Shahanshah                        | ?–15 tháng 12, 457    | 20 tháng 6, 438 | 15 tháng 12, 457   | - Con trai của Bahram V |
| Hormizd III         |                  |             | Shahanshah                        | 399–459               | 457             | 459                | - Con trai của Yazdegerd II - Bị giết bởi Peroz I |
| Peroz I             |                  |             | Shahanshah                        | 459 – Tháng 1, 484    | 457             | Tháng 1, 484       | - Con trai của Yazdegerd II - Tử trận trước người Hun trắng |
| Balash              |                  |             | Shahanshah                        | ?–488                 | Tháng 2, 484    | 488                | - Con trai của Yazdegerd II |
| Kavadh I(lần 1)     |                  |             | Shahanshah                        | 449 – 13 tháng 9, 531 | 488             | 496                | - Con trai của Peroz I - Bị lật đổ |
| Djamasp             |                  |             | Shahanshah                        | ?–502                 | 496             | 498                | - Con trai của Peroz I - Bị lật đổ |
| Kavadh I(lần 2)     |                  |             | Shahanshah                        | 449 – 13 tháng 9, 531 | 498             | 13 tháng 9, 531    | - Con trai của Peroz I |
| Khosrau I           |                  |             | Shahanshah, Anushiravan, The Just | 500 – 31 tháng 1, 579 | 13 tháng 9, 531 | 31 tháng 1, 579    | - Con trai của Kavadh I |
| Hormizd IV          |                  |             | Shahanshah                        | 540 – 5 tháng 9, 590  | 31 tháng 1, 579 | 5 tháng 9, 590     | - Con trai của Khosrau I - Bị giết bởi Vistahm |
| Khosrau II          |                  |             | Shahanshah, Aparviz               | 570 – 28 tháng 2, 628 | Tháng 9, 590    | Tháng 9, 590       | - Con trai của Hormizd IV - Bị lật đổ và phải chạy sang Đông La Mã                                                                                                 |
| Nhà Mihran          |                  |             |                                   |                       |                 |                    | |
| Bahram VI           | Mehrbandak       |             | Shahanshah, Chubineh              | ?–591                 | Tháng 9, 590    | Tháng 1, 591       | - Con trai của Bahram Gushnasp từ Nhà Mihran - Bị ám sát theo lệnh của Khosrau II                                                                                  |
| Nhà Sasan           |                  |             |                                   |                       |                 |                    | |
| Khosrau II          |                  |             | Shahanshah, Aparviz               | 570 – 28 tháng 2, 628 | Tháng 1, 591    | 25 tháng 2, 628    | - Con trai của Hormizd IV - Bị xử tử bởi Mihr Hormozd theo lệnh của Kavadh II                                                                                      |
| Nhà Ispahbudhan     |                  |             |                                   |                       |                 |                    | |
| Vistahm             |                  | không khung | Shahanshah                        | ?–596 hoặc 600        | 591             | 596 hoặc 600       | - Con trai của Shapur thuộc Nhà Ispahbudhan. Là cậu của Khosrau II và là chồng của Gorduya, em gái của Bahram VI - Bị người vợ Gorduya hoặc bởi tướng Pariowk giết |
| Nhà Sasan           |                  |             |                                   |                       |                 |                    | |
| Kavadh II           | Shiruyah         |             | Shahanshah                        | ?–15 tháng 9, 628     | 25 tháng 2, 628 | 15 tháng 9, 628    | - Con trai của Khosrau II - Bị chết vì dịch |
| Ardashir III        |                  |             | Shahanshah                        | 621 – 27 tháng 4, 629 | 15 tháng 9, 628 | 27 tháng 4, 629    | - Con trai của Kavadh II - Bị giết bởi Shahrbaraz |
| Nhà Mihran          |                  |             |                                   |                       |                 |                    | |
| Shahrbaraz          |                  |             | Shahanshah, Shahrvaraz            | ?–17 tháng 6, 629     | 27 tháng 4, 629 | 17 tháng 6, 629    | - Tướng Sassanid từ Nhà Mihran - Bị giết bởi Farrokh Hormizd theo lệnh của Borandukht                                                                              |
| Nhà Sasan           |                  |             |                                   |                       |                 |                    | |
| Khosrau III         |                  |             | Shahanshah                        | ?–630                 | 630             | 630                | - Cháu con chú của Khosrau II - Bị giết chỉ sau vài ngày |
| Borandukht (lần 1)  |                  |             | Shahbanu                          | 590 – 632             | 17 tháng 6, 629 | 16 tháng 6, 630    | - Con gái của Khosrau II - Bị lật đổ bởi quý tộc Iran và được thay thế bởi Shapur-i Shahrvaraz                                                                     |
| Shapur-i Shahrvaraz |                  |             | Shahanshah                        | ?–?                   | 630             | 630                | - Con trai của Shahrbaraz và một người chị khuyết danh của Khosrau II - Bị lật đổ bới quý tộc Iran và được thay thế bởi Azarmidokht                                |
| Peroz II            | Gushnasp-Bandeh  |             | Shahanshah                        | ?–630                 | 630             | 630                | - Con trai của Mihran-Goshnasp & Chaharbakht, con gái của Yazdandad, con trai của Khosrau I. - Bị giết bởi quý tộc Iran                                            |
| Azarmidokht         |                  |             | Shahbanu                          | ?–631                 | 630             | 631                | - Con gái của Khosrau II - Bị giết bởi quý tộc Iran |
| Khosrau IV          | Khurrazadh       |             | Shahanshah                        | ?–631                 | 631             | 631                | - Con trai của Khosrau II - Bị giết bởi quý tộc Iran |
| Nhà Ispahbudhan     |                  |             |                                   |                       |                 |                    | |
| Farrokh Hormizd     |                  | không khung | Shahanshah                        | ?–631                 | 630             | 631                | - Con trai của tướng nhà Sassanid Vinduyih, em trai của Vistahm - Bị giết bởi Siyavakhsh theo lệnh của Azarmidokht                                                 |
| Nhà Sasan           |                  |             |                                   |                       |                 |                    | |
| Hormizd VI          |                  | không khung | Shahanshah                        | ?–631                 | 630             | 631                | - Cháu nội của Khosrau II - Bị giết bởi quý tộc Iran |
| Borandukht (lần 2)  |                  |             | Shahbanu                          | 590 – 632             | 631             | 632                | - Con gái của Khosrau II - Khôi phục lại ngai vàng cho gia tộc Sasan, nhưng sau đó bị Piruz Khosrow bóp cổ chết                                                    |
| Yazdegerd III       |                  | không khung | Shahanshah                        | 624 – 651             | 16 tháng 6, 632 | 651                | - Con của Shahryar, con của Khosrau II - Bị giết bởi một chủ cối xay                                                                                               |

## Dưới triều đại của các Khalip Ả Rập

### Nhà Rashidun, 632–661
| Kunya                    | Tên thật            | Thư pháp | Tước hiệu                                      | Sinh - mất | Lên ngôi | Kết thúc triều đại | Ghi chú |
| ------------------------ | ------------------- | -------- | ---------------------------------------------- | ---------- | -------- | ------------------ | --- |
| Nhà Rashidun (632 - 661) |                     |          |                                                |            |          |                    | |
| Abu Hafs                 | Umar ibn Al-Khattab |          | Al-Faruq, Caliph, Amir al-Mu'minin             | 583–644    | 642      | 644                | - Con trai của Khattab ibn Nufayl. - Umar trở thành Khalip năm 634 và quân đội của ông chinh phục Ba Tư trong năm 642. Về sau ông bị giết bởi Piruz Nahavandi |
| Abu Amr                  | Uthman ibn Affan    |          | Zonnurain, Caliph, Amir al-Mu'minin            | 579–656    | 644      | 656                | - Con trai của Affan, thuộc thị tộc Umayyad. - Bị giết bởi những người Khawarij                                                                               |
| Abul-Hasan               | Ali Ibn Abi Talib   |          | Al-Mortaza, Caliph, Amir al-Mu'minin, Đại Imam | 598–661    | 656      | 661                | - Con trai của Abu Talib, thuộc thị tộc Hashim. Con rể của Muhammad. - Bị giết bởi những người Khawarij                                                       |

### Nhà Omeyyad, 661–750
| Kunya                     | Tên thật     | Chân dung | Tước hiệu                | Sinh - mất | Lên ngôi | Kết thúc triều đại | Ghi chú                                                                                         |
| ------------------------- | ------------ | --------- | ------------------------ | ---------- | -------- | ------------------ | ----------------------------------------------------------------------------------------------- |
| Thị tộc Omeyyad (661–750) |              |           |                          |            |          |                    |                                                                                                 |
| Abu Abdullah              | Muawiyah I   |           | Caliph, Amir al-Mu'minin |            | 661      | 680                | - Con trai của Abu Sufyan ibn Harb, em họ của Uthman ibn Affan và em họ xa của Muhammad         |
| Abu Khalid                | Yazid I      |           | Caliph, Amir al-Mu'minin |            | 680      | 683                | - Con trai của Muawiyah I                                                                       |
| Abu Abd ur-Rahman         | Muawiyah II  |           | Caliph, Amir al-Mu'minin |            | 683      | 684                | - Con trai của Yazid I - Abdicated (?)                                                          |
| Abu Abd al-Malik          | Marwan I     |           | Caliph, Amir al-Mu'minin |            | 684      | 685                | - Con trai của Hakam, em họ của Muawiyah I - Bị vợ giết                                         |
| Abu'l-Walid               | Abd al-Malik |           | Caliph, Amir al-Mu'minin |            | 685      | 705                | - Con trai của Marwan I                                                                         |
| Abu'l-Abbas               | Al-Walid I   |           | Caliph, Amir al-Mu'minin |            | 705      | 715                | - Con trai của Abd al-Malik                                                                     |
| Abu Ayyub                 | Sulayman     |           | Caliph, Amir al-Mu'minin |            | 715      | 717                | - Con trai của Abd al-Malik                                                                     |
| Abu Hafṣ                  | Umar II      |           | Caliph, Amir al-Mu'minin |            | 717      | 720                | - Con trai của Abd al-Aziz, con trai của Marwan I                                               |
| Abu Khalid                | Yazid II     |           | Caliph, Amir al-Mu'minin |            | 720      | 724                | - Con trai của Abd al-Malik                                                                     |
| Abu'l-Walid               | Hisham       |           | Caliph, Amir al-Mu'minin |            | 724      | 743                | - Con trai của Abd al-Malik                                                                     |
| Abu'l-Abbas               | Al-Walid II  |           | Caliph, Amir al-Mu'minin |            | 743      | 744                | - Con trai của Yazid II                                                                         |
| Abu Khalid                | Yazid III    |           | Caliph, Amir al-Mu'minin |            | 744      | 744                | - Con trai của Al-Walid I và Shahfarand, con gái của Peroz III - Bị giết                        |
| Abu Ishaq                 | Ibrahim      |           | Caliph, Amir al-Mu'minin |            | 744      | 744                | - Con trai của Al-Walid I - Bị giết                                                             |
| Abu Abd al-Malik          | Marwan II    |           | Caliph, Amir al-Mu'minin |            | 744      | 750                | - Con trai của Muhammad, con trai của Marwan I - Cai trị từ Harran ở Jazira. Bị giết bởi Saffah |

### Nhà Abbas, 750–1258
| Tên ngai                   | Tên thật              | Chân dung | Tước hiệu                | Sinh - mất  | Lên ngôi | Kết thúc triều đại | Ghi chú |
| -------------------------- | --------------------- | --------- | ------------------------ | ----------- | -------- | ------------------ | --- |
| Thị tộc Abbas (750-946)    |                       |           |                          |             |          |                    | |
| As-Saffah                  | Abu'l-Abbas Abdullah  |           | Caliph, Amir al-Mu'minin | 721-754     | 750      | 754                | - Con trai của Muhammad ibn Ali ibn Abdallah, chú của Muhammad |
| Al-Mansur                  | Abu Ja'far Abdullah   |           | Caliph, Amir al-Mu'minin | 714-775     | 754      | 775                | - Em trai của As-Saffah |
| Al-Mahdi                   | Abu Abdullah Muhammad |           | Caliph, Amir al-Mu'minin | 744/5-785   | 775      | 785                | - Con trai của Al-Mansur |
| Al-Hadi                    | Abu Mohammad Musa     |           | Caliph, Amir al-Mu'minin | 764-786     | 785      | 786                | - Con trai của Al-Mahdi |
| Ar-Rashid                  | Abu Ja'far Harun      |           | Caliph, Amir al-Mu'minin | 763/766-809 | 786      | 809                | - Con trai của Al-Mahdi |
| Al-Amin                    | Abu Abdullah Muhammad |           | Caliph, Amir al-Mu'minin | 787-813     | 809      | 813                | - Con trai của Harun al-Rashid - Bị giết bởi Al-Ma'mun |
| Al-Ma'mun                  | Abu'l-Abbas Abdullah  |           | Caliph, Amir al-Mu'minin | 786-833     | 813      | 833                | - Con trai của Harun al-Rashid |
| Al-Mu'tasim                | Abu Ishaq Muhammad    |           | Caliph, Amir al-Mu'minin | 795-842     | 833      | 842                | - Con trai của Harun al-Rashid |
| Al-Wathiq                  | Abu Ja'far Harun      |           | Caliph, Amir al-Mu'minin | 816-847     | 842      | 847                | - Con trai của Al-Mu'tasim |
| Al-Mutawakkil              | Abu'l-Fazl Ja'far     |           | Caliph, Amir al-Mu'minin | 821-861     | 847      | 861                | - Con trai của Al-Mu'tasim - Bị giết bởi Al-Muntasir |
| Al-Muntasir                | Abu Ja'far Muhammad   |           | Caliph, Amir al-Mu'minin | 837-862     | 861      | 862                | - Con trai của Al-Mutawakkil |
| Al-Musta'in                | Abu'l-Abbas Ahmad     |           | Caliph, Amir al-Mu'minin | 836-866     | 862      | 866                | - Con trai của Al-Mu'tasim, con của Muhammad - Bị lật đổ và về sau bị sát hại |
| Al-Mu'tazz                 | Abu Abdullah Zubayr   |           | Caliph, Amir al-Mu'minin | 847-869     | 866      | 869                | - Con trai của Al-Mutawakkil - Bị lật đổ và về sau bị sát hại |
| Al-Muhtadi                 | Abu Ishaq Muhammad    |           | Caliph, Amir al-Mu'minin | ??-870      | 869      | 870                | - Con trai của Al-Wathiq |
| Al-Mu'tamid                | Abu'l-Abbas Ahmad     |           | Caliph, Amir al-Mu'minin | 844-892     | 870      | 892                | - Con trai của Al-Mutawakkil |
| Al-Mu'tadid                | Abu'l-Abbas Ahmad     |           | Caliph, Amir al-Mu'minin | 854/861-902 | 892      | 902                | - Con trai của Talha al-Muwaffaq, con của Al-Mutawakkil |
| Al-Muktafi                 | Abu Mohammad Ali      |           | Caliph, Amir al-Mu'minin | 877/8-908   | 902      | 908                | - Con trai của Al-Mu'tadid |
| Al-Muqtadir (First reign)  | Abul-Fazl Ja'far      |           | Caliph, Amir al-Mu'minin | 895-932     | 908      | 929                | - Con trai của Al-Mu'tadid - Bị hạ bệ một thời gian ngắn |
| Al-Qahir (First reign)     | Abu Mansur Muhammad   |           | Caliph, Amir al-Mu'minin | 899-950     | 929      | 929                | - Con trai của Al-Mu'tadid - Buộc phải từ chức ngai vàng khi đối mặt với biểu tình công khai                                                                                            |
| Al-Muqtadir (Second reign) | Abul-Fazl Ja'far      |           | Caliph, Amir al-Mu'minin | 895-932     | 929      | 932                | - Con trai của Al-Mu'tadid |
| Al-Qahir (Second reign)    | Abu Mansur Muhammad   |           | Caliph, Amir al-Mu'minin |             | 932      | 934                | - Con trai của Al-Mu'tadid - Deposed and blinded |
| Abu'l-Abbas Ar-Radi        | Muhammad              |           | Caliph, Amir al-Mu'minin | 907-940     | 934      | 940                | - Con trai của Al-Muqtadir - Quyền hành thực tế nằm trong tay của quyền thần Ibn Ra'iq 936-938                                                                                          |
| Al-Muttaqi                 | Abu Ishaq Ibrahim     |           | Caliph, Amir al-Mu'minin | 908-968     | 940      | 944                | - Con trai của Al-Muqtadir - Quyền hành thực tế nằm trong tay của quyền thần Bajkam 940-941, Ibn Ra'iq 941-942, Nasir al-Dawla 942-943 & Tuzun 943-944, người lật đổ và chọc mù mắt ông |
| Al-Mustakfi                | Abu'l-Qasim Abdullah  |           | Caliph, Amir al-Mu'minin | 905-949     | 944      | 946                | - Con trai của Al-Muktafi - Quyền hành thực tế nằm trong tay của quyền thần Tuzun 944-945 & Abu Jafar 945-946. Bị hạ bệ và chọc mù mắt bởi Mu'izz al-Dawla                              |

## Vua Ba Tư hậu kỳ Hồi giáo

### Nhà Tahiri ở Khorasan, 821–872
- Taher I, Emir 821–822
- Talheh, 822–828
- Abdollah, 828–844
- Taher II, 844–862
- Mohammad, 862–872

### Nhà Alav, 864–928
- Hasan ebne Zeid Hasani, Emir 864–884
- Mohammad ebne Zeid, 884–900
- Hasan ebne Ali Hoseini, 913–916
- Hasan ebne Ghasem Hasani, 916–928

### Nhà Ziyar, 928–1043
- Mardavij, Emir 928–934
- Voshmgir, 934–967
- Bisotoon, 967–976
- Qabus, 976–1012
- Manuchehr, 1012–1031
- Anushiravan, 1031–1043
- Keykavoos
- Gilanshah

### Nhà Ghur, 879–1215
| Tên ngai            | Tên thật                | Chân dung | Tước hiệu | Sinh - mất | Lên ngôi | Kết thúc triều đại | Ghi chú                                                                                       |
| ------------------- | ----------------------- | --------- | --------- | ---------- | -------- | ------------------ | --------------------------------------------------------------------------------------------- |
| Nhà Ghur (879-1215) |                         |           |           |            |          |                    |                                                                                               |
|                     | Amir Suri               |           | Malik     | ?-?        | ?        | ?                  | - Cha của Muhammad ibn Suri - Malik đầu tiên của nhà Ghur                                     |
|                     | Muhammad ibn Suri       |           | Malik     | ?-1011     | ?        | 1011               | - Con trai của Amir Suri - Tự hạ độc tự vẫn                                                   |
|                     | Abu Ali ibn Muhammad    |           | Malik     | ?-1035     | 1011     | 1035               | - Con trai của Muhammad ibn Suri - Bị hạ bệ và bị giết bởi người cháu trai là Abbas ibn Shith |
|                     | Abbas ibn Shith         |           | Malik     | ?-1060     | 1035     | 1060               | - Bị lật đổ và bị giết bởi nhà Ghaznavi, được kế vị bởi con trai là Muhammad ibn Abbas        |
|                     | Muhammad ibn Abbas      |           | Malik     | ?-1080     | 1060     | 1080               | - Con trai của Abbas ibn Shith                                                                |
|                     | Qutb al-din Hasan       |           | Malik     | ?-1100     | 1080     | 1100               | - Con trai của Muhammad ibn Abbas                                                             |
|                     | Izz al-Din Husayn       |           | Malik     | ?-1146     | 1100     | 1146               | - Con trai của Qutb al-din Hasan                                                              |
|                     | Sayf al-Din Suri        |           | Malik     | ?-1149     | 1146     | 1149               | - Con trai của Izz al-Din Husayn                                                              |
|                     | Baha al-Din Sam I       |           | Malik     | ?-1149     | 1149     | 1149               | - Con trai của Izz al-Din Husayn                                                              |
|                     | Ala al-Din Husayn       |           | Malik     | ?-1161     | 1149     | 1161               | - Con trai của Izz al-Din Husayn                                                              |
|                     | Sayf al-Din Muhammad    |           | Malik     | ?-1163     | 1161     | 1163               | - Con trai của Ala al-Din Husayn                                                              |
|                     | Ghiyath al-Din Muhammad |           | Sultan    | 1139-1202  | 1163     | 1202               | - Con trai của Baha al-Din Sam I                                                              |
|                     | Mu'izz al-Din           |           | Sultan    | 1149-1206  | 1173     | 1206               | - Con trai của Baha al-Din Sam I                                                              |
|                     | Ghiyath al-Din Mahmud   |           | Sultan    | ?-1212     | 1206     | 1212               | - Con trai của Ghiyath al-Din Muhammad                                                        |
|                     | Baha al-Din Sam III     |           | Sultan    | ?-1213     | 1212     | 1213               | - Con trai của Ghiyath al-Din Mahmud                                                          |
|                     | Ala al-Din Atsiz        |           | Sultan    | 1159-1214  | 1213     | 1214               | - Con trai của Ala al-Din Husayn                                                              |
|                     | Ala al-Din Ali          |           | Sultan    | ?-1215     | 1214     | 1215               | - Con trai của Shuja al-Din Muhammad                                                          |

### Thị tộc Buy, 932–1056 آل بویه
| Tên ngai                                     | Tên thật                 | Chân dung | Tước hiệu             | Sinh - mất   | Lên ngôi | Kết thúc triều đại | Ghi chú |
| -------------------------------------------- | ------------------------ | --------- | --------------------- | ------------ | -------- | ------------------ | --- |
| Nhà Buy ở Fars (933–1062)                    |                          |           |                       |              |          |                    | |
| Imad al-Dawla                                | Abu'l-Hasan Ali          |           | Êmia, Amir al-umara   | 891 – 949    | 934      | 949                | - Con trai của Buya - Là Đại Êmia nhà Buy (934-949)                                                                           |
| Adud al-Dawla                                | Fanna Khusraw            |           | Êmia, Shahanshah      | 936–983      | 949      | 983                | - Con trai của Rukn al-Dawla và là cháu của Imad al-Dawla - Đại Êmia nhà Buy (976-983) và là êmia của Iraq (978-983)          |
| Sharaf al-Dawla                              | Abu'l-Fawaris Shirdil    |           | Êmia, Amir al-umara   | 962–989      | 983      | 989                | - Con trai của Adud al-Dawla - Là Đại Êmia nhà Buy và là êmia của Iraq (987-989)                                              |
| Samsam al-Dawla                              | Abu Kalijar Marzuban     |           | Êmia, Vua             | 964–998      | 989      | 998                | - Con trai của Adud al-Dawla - Là êmia của Iraq và Đại Êmia nhà Buy tự phong (983-986)                                        |
| Baha' al-Dawla                               | Abu Nasr Firuz           |           | Êmia, Vua, Shahanshah | 971–1012     | 998      | 1012               | - Con trai của Adud al-Dawla - Là êmia của Iraq (988-1012) và là Đại Êmia nhà Buy (997-1012)                                  |
| Sultan al-Dawla                              | Abu Shuja                |           | Êmia                  | 992–1024     | 1012     | 1024               | - Con trai của Baha' al-Dawla - Là êmia của Iraq và là Đại Êmia nhà Buy (1012-1021)                                           |
| Abu Kalijar                                  | Marzuban                 |           | Êmia, Shahanshah      | ?1011 – 1048 | 1024     | 1048               | - Con trai của Sultan al-Dawla - Là êmia của Kerman (1028-1048), Đại Êmia nhà Buy (1037-1048) và là êmia của Iraq (1044-1048) |
| Abu Mansur Fulad Sutun                       |                          |           | Êmia                  | ?–1062       | 1048     | 1054               | - Con trai của Abu Kalijar - Đánh mất Fars vào tay Abu Sa'd Khusrau Shah                                                      |
| Abu Sa'd Khusrau Shah                        |                          |           | Êmia                  | ?–?          | 1051     | 1054               | - Con trai của Abu Kalijar - Đánh mất Fars vào tay Abu Mansur Fulad Sutun                                                     |
| Abu Mansur Fulad Sutun                       |                          |           | Êmia                  | ?–1062       | 1054     | 1062               | - Con trai của Abu Kalijar - Bị giết bởi tù trưởng Fadluya của bộ lạc Shabankara                                              |
| Nhà Buy ở Rey, Isfahan và Hamadan (935–1038) |                          |           |                       |              |          |                    | |
| Rukn al-Dawla                                | Abu Ali Hasan            |           | Êmia, Amir al-umara   | 898–976      | 935      | 976                | - Con trai của Buya - Là Đại Êmia nhà Buy (949-976)                                                                           |
| Fakhr al-Dawla (First reign)                 | Abu'l-Hasan Ali          |           | Êmia                  | 952–997      | 976      | 980                | - Con trai của Rukn al-Dawla                                                                                                  |
| Mu'ayyad al-Dawla                            | Abu Mansur               |           | Êmia                  | 941–983      | 976      | 983                | - Con trai của Rukn al-Dawla - Là êmia của Hamadan (976–983), Jibal (977–983), Tabaristan (980–983) và Gorgan (981–983)       |
| Fakhr al-Dawla (Second reign)                | Abu'l-Hasan Ali          |           | Êmia, Vua, Shahanshah | 983–997      | 976      | 997                | - Con trai của Rukn al-Dawla - Là êmia của Hamadan & Tabaristan (984-997) và là Đại Êmia nhà Buy (991-997)                    |
| Majd al-Dawla                                | Abu Taleb Rostam         |           | Êmia                  | 993–1029     | 997      | 1029               | - Con trai của Fakhr al-Dawla - Chỉ ở Rey, và là Đại Êmia nhà Buy tự phong trong một khoảng thời gian ngắn                    |
| Shams al-Dawla                               | Abu Taher                |           | Êmia                  | ?–1021       | 997      | 1021               | - Con trai của Fakhr al-Dawla - Chỉ ở Isfahan và Hamaedan, và tự phong làm Đại Êmia nhà Buy trong một khoảng thời gian ngắn   |
| Sama' al-Dawla                               | Abu'l-Hasan Ali          |           | Êmia                  | ?–1023       | 1021     | 1023               | - Con trai của Shams al-Dawla - Chỉ ở Hamadan, sau đó bị người Kakuyid lật đổ                                                 |
| Nhà Buy ở Iraq và Khuzistan (945–1055)       |                          |           |                       |              |          |                    | |
| Mu'izz al-Dawla                              | Abu'l-Husayn Ahmad       |           | Êmia, Amir al-umara   | 915–966      | 945      | 966                | Con trai của Buya |
| Izz al-Dawla                                 | Abu Mansur Bakhtiyar     |           | Êmia, Amir al-umara   | 943–979      | 966      | 979                | - Con trai của Mu'izz al-Dawla - Đại Êmia nhà Buy tự phong (976-978)                                                          |
| Adud al-Dawla                                | Fanna Khusraw            |           | Êmia, Shahanshah      | 937–983      | 977      | 983                | - Con trai của Rukn al-Dawla - Là êmia của Fars (949-983) và là Đại Êmia nhà Buy (976-983)                                    |
| Samsam al-Dawla                              | Abu Kalijar Marzban      |           | Êmia, vua             | 964–998      | 983      | 987                | - Con trai của Adud al-Dawla - Tự phong làm Đại Êmia nhà Buy (983-986) và là êmia của Fars & Kerman (989-998)                 |
| Sharaf al-Dawla                              | Abu'l-Fawaris Shirdil    |           | Êmia, Amir al-umara   | 962–989      | 987      | 989                | - Con trai của Adud al-Dawla - Là êmia của Fars (983-989) và là Đại Êmia nhà Buy (987-989)                                    |
| Baha' al-Dawla                               | Abu Nasr Firuz           |           | Êmia                  | 970–1012     | 989      | 1012               | - Con trai của Adud al-Dawla - Là Đại Êmia nhà Buy (997-1012) và là êmia của Fars (999-1012)                                  |
| Sultan al-Dawla                              | Abu Shuja                |           | Êmia                  | 992–1024     | 1012     | 1021               | - Con trai của Baha' al-Dawla - Là Đại Êmia nhà Buy (1012-1021) và là êmia của Fars (1012-1024)                               |
| Musharrif al-Dawla                           | Abu 'Ali                 |           | Êmia, Shahanshah, Vua | 1002–1025    | 1021     | 1025               | - Con trai của Baha' al-Dawla - Sắp trở thành Đại Êmia nhà Buy (1024-1025)                                                    |
| Jalal al-Dawla                               | Abu Tahir Jalal al-Dawla |           | Êmia                  | 994–1043     | 1027     | 1043               | - Con trai của Baha' al-Dawla                                                                                                 |
| Abu Kalijar                                  | Marzuban                 |           | Êmia, Shahanshah      | ?1011 – 1048 | 1043     | 1048               | - Con trai của Sultan al-Dawla - Là êmia của Fars (1024-1048), êmia của Kerman (1028-1048) và là Đại Êmia nhà Buy (1037-1048) |
| Al-Malik al-Rahim                            | Abu Nasr Khusrau Firuz   |           | Êmia                  | ?–1058       | 1048     | 1055               | - Con trai của Abu Kalijar - Là Đại Êmia nhà Buy (1051-1055). Bị lật đổ bởi Tughril nhà Seljuk                                |

### Nhà Saffar ở Seistan và vùng lân cận, 861–1002
| Tên ngai              | Tên thật         | Chân dung | Tước hiệu | Sinh - mất                        | Lên ngôi | Kết thúc triều đại | Ghi chú |
| --------------------- | ---------------- | --------- | --------- | --------------------------------- | -------- | ------------------ | --- |
| Nhà Saffar (861–1003) |                  |           |           |                                   |          |                    | |
|                       | Ya'qub as-Saffar |           | Emir      | 840 – 879                         | 861      | 879                | - Con trai của al-Layth - Ốm chết                                                                                       |
|                       | Amr              |           | Emir      | ?–902                             | 879      | 901                | - Con trai của al-Layth - Bị nhà Saman bắt đi, và bị xử tử ngày 20 tháng 4 năm 902 ở Baghdad                            |
| Abu'l-Hasan           | Tahir            |           | Emir      | ?–?                               | 901      | 908                | - Con trai của Muhammad, con trai của Amr - Bị cầm tù ở Baghdad                                                         |
|                       | Al-Layth         |           | Emir      | ?–928                             | 909      | 910                | - Con trai của Ali, con trai của al-Layth - Chết khi bị cầm tù ở Baghdad năm 928                                        |
|                       | Muhammad         |           | Emir      | ?–?                               | 910      | 911                | - Con trai của Ali, con trai củaf al-Layth - Bị cầm tù ở Baghdad                                                        |
| Abu Hafs              | Amr              |           | Emir      | 902 – ?                           | 912      | 913                | - Con trai của Ya'qub - Bị nhà Saman lật đổ                                                                             |
| Abu Ja'far            | Ahmad            |           | Emir      | 21 tháng 6, 906 – 31 tháng 3, 963 | 923      | 963                | - Con trai của Muhammad, con trai của Amr - Bị giết bởi Abu’l-‘Abbas và một Ghilman người Turk                          |
| Abu Ahmad             | Khalaf           |           | Emir      | Tháng 11, 937 – Tháng 3, 1009     | 963      | 1003               | - Con trai của Ahmad ibn Muhammad - Bị lật đổ bởi nhà Ghaznavi năm 1003, chết năm 1009 khi sống lưu vong trên đất người |

### Nhà Saman (Tiền Tajik), 892–998
| Nhà Saman, 819–1005 |  |  |              |         |       |       |  |
| Ahmad I             |  |  |              | ?–864/5 | 819   | 864/5 |  |
| Nasr I              |  |  |              | ?–892   | 864/5 | 892   |  |
| Isma'il I           |  |  | Adel         | ?–907   | 892   | 907   |  |
| Ahmad II            |  |  | Shaheed      | ?–914   | 907   | 914   |  |
| Nasr II             |  |  | Saeed        | ?–943   | 914   | 942   |  |
| Nuh I               |  |  | Hamid        | ?–954   | 942   | 954   |  |
| 'Abd al-Malik I     |  |  | Rashid       | ?–?     | 954   | 961   |  |
| Mansur I            |  |  | Mo'ayyed     | ?–976   | 961   | 976   |  |
| Nuh II              |  |  | Radhi        | ? –997  | 976   | 996   |  |
| Mansur II           |  |  | Abol Hareth  | ?–999   | 996   | 999   |  |
| 'Abd al-Malik II    |  |  | Abol Favares | ?–?     | 999   | 999   |  |
| Isma'il II          |  |  | Montaser     | ?–1005  | 1000  | 1005  |  |

### Nhà Ghaznavi, 997–1186
| Nhà Ghaznavi, 955–1186 CN |  |  |                                        |                     |        |        |                                                |
| Alptigin                  |  |  | Êmia                                   | 880–963             | 955    | 963    |                                                |
| Eshaq                     |  |  | Êmia                                   | ?–966               | 963    | 966    | - Con trai của Alptigin                        |
| Belkatigin                |  |  | Êmia                                   | ?–972               | 966    | 972    |                                                |
| Piritigin                 |  |  | Êmia                                   | ?–976               | 972    | 976    | - Bị giết                                      |
| Sabuktigin                |  |  | Naser od-Din, Abumansur, Êmia          | 942–997             | 976    | 997    | - Con trai của Juq Qarabajkam                  |
| Esma'il                   |  |  | Êmia                                   | ?–?                 | 997    | 998    | - Con trai của Sabuktigin - Thoái vị           |
| Mahmud                    |  |  | Yameen od-Dowleh, Abolqasem, Soltan    | 971–1030            | 998    | 1030   | - Con trai của Sabuktigin                      |
| Mohammad I                |  |  | Jalal od-Dowleh, Abuahmad, Soltan      | 997–1040            | 1030   | 1030   | - Con trai của Mahmud - Bị lật đổ bởi Mas'ud I |
| Mas'ud I                  |  |  | Shahab od-Dowleh, Abusa'd, Soltan      | 998–1041            | 1030   | 1040   | - Con trai của Mahmud                          |
| Mohammad I                |  |  | Jalal od-Dowleh, Abuahmad, Soltan      | 997–1040            | 1040   | 1040   | - Mahmud - Bị giết bởi Mowdud                  |
| Mowdud                    |  |  | Shahab od-Dowleh, Abolfath, Soltan     | 1011–1049           | 1040   | 1049   | - Con trai của Mas'ud I                        |
| Mas'ud II                 |  |  | Soltan                                 | ?–?                 | 1049   | 1049   |                                                |
| Ali                       |  |  | Baha' od-Dowleh, Abolhasan, Soltan     | ?–?                 | 1049   | 1049   | - Con trai của Mas'ud I                        |
| Mohammad II               |  |  | Soltan                                 | ?–?                 | 1049   | 1049   | - Con trai của Mowdud                          |
| Abd or-Rashid             |  |  | Ezz od-Dowleh, Abumansur, Soltan       | 1022–1052           | 1049   | 1052   | - Con trai của Mahmud                          |
| Toghrel                   |  |  | Soltan                                 | ?–1052              | 1052   | 1052   | - Tiếm vương, sau bị giết                      |
| Farrokhzad                |  |  | Jamal od-Dowleh, Abushoja', Soltan     | 1026–1059           | 1052   | 1059   | - Con trai của Mas'ud I                        |
| Ebrahim                   |  |  | Zaheer od-Dowleh, Abolmozaffar, Soltan | 1026 hoặc 1040–1098 | 1059   | 1098   | - Con trai của Mas'ud I                        |
| Mas'ud III                |  |  | Ala' od-Dowleh, Abusa'id, Soltan       | 1061–1114           | 1098   | 1114   | - Con trai của Ebrahim                         |
| Shirzad                   |  |  | Kamal od-Dowleh, Soltan                | ?–?                 | 1114   | 1115   | - Con trai của Mas'ud III                      |
| Arsalan Shah              |  |  | Soltan od-Dowleh, Abolfat'h, Soltan    | 1083–1117/8         | 1115   | 1117/8 | - Con trai của Mas'ud III                      |
| Baharm Shah               |  |  | Yameen od-Dowleh, Abolmozaffar, Soltan | ?–1152              | 1117/8 | 1152   | - Con trai của Mas'ud III                      |
| Khosrow Shah              |  |  | Taj od-Dowleh, Abushoja', Soltan       | ?–1160              | 1152   | 1160   | - Con trai của Baharm Shah                     |
| Khosrow Malek             |  |  | Saraj od-Dowleh, Abolmolook, Soltan    | ?–1193              | 1160   | 1186   | - Con trai của Khosrow Shah                    |

### Nhà Seljuk, 1029–1194 سلجوقیان
| Tên ngai                            | Tên thật                       | Chân dung | Tước hiệu   | Sinh - mất | Lên ngôi | Kết thúc triều đại | Ghi chú |
| ----------------------------------- | ------------------------------ | --------- | ----------- | ---------- | -------- | ------------------ | --- |
| Nhà Seljuk (1029–1191)              |                                |           |             |            |          |                    | |
| Rukn ad-Dunya wa'd-Din              | Toğrül I Abu Talib Mohammad    |           | Beg, Sultan | 995–1063   | 1029     | 1063               | - Con trai của Mikha'il, con trai của Seljuq |
| ʿAdud ad-Dawla                      | Alp Arslan Abu Shujaʿ Mohammad |           | Sultan      | 1039–1072  | 1063     | 1072               | - Con trai của Chaghri Beg Dawud, em trai của Toğrül I |
| Jalal ad-Dawla wa'd-Din             | Malik Shah I Abu'l-Fath Hasan  |           | Sultan      | 1055–1092  | 1072     | 1092               | - Con trai của Alp Arslan - Bi sát thủ nhóm Hashshashin ám sát |
| Nasir ad-Dawla wa'd-Din             | Abu'l-Qasim Mahmud I           |           | Sultan      | 1086–1094  | 1092     | 1094               | - Con trai của Malik Shah I |
| Rukn ad-Dunya wa'd-Din              | Abu'l-Muzaffar Barkiyaruq      |           | Sultan      | 1080–1105  | 1094     | 1105               | - Con trai của Malik Shah I |
| Ghiyath ad-Dunya wa'd-Din           | Abu Shuja Muhammad I Tapar     |           | Sultan      | 1082–1118  | 1105     | 1118               | - Con trai của Malik Shah I |
| Muglith ad-Dunya wa'd-Din           | Mahmud II                      |           | Sultan      | 1104–1131  | 1118     | 1131               | - Con trai của Muhammad I - Bị chi phối bởi người chú Sanjar và bị giết khi dấy binh chống lại ông ta                                                                      |
| Rukn ad-Dunya wa'd-Din              | Abu Talib Toghrul II           |           | Sultan      | 1109–1134  | 1132     | 1134               | - Con trai của Muhammad I - Chỉ cai trị ở Iraq và bị chi phối bởi người chú Ahmed Sanjar                                                                                   |
| As-Salatin Muʿizz ad-Dunyā wa'd-Dīn | Abu'l-Harith Ahmed Sanjar      |           | Sultan      | 1087–1157  | 1097     | 1157               | - Con trai của Malik Shah I - Cai trị xứ Khorasan, chi phối một hàng loạt cháu ở Iraq.                                                                                     |
| Ghiyath ad-Dawla wa'd-Din           | Abu'l-Fath Mas'ud              |           | Sultan      | 1109–1152  | 1134     | 1152               | - Con trai của Muhammad I - Cai trị phần phía tây của đế chế. Mối bận tâm ở phía đông là Sanjar đã không thể thống trị ông                                                 |
| Mugith ad-Dunya wa'd-Din (lần 1)    | Malik Shah II                  |           | Sultan      | 1128–1160  | 1152     | 1153               | - Con trai của Mahmud II - Bị lật đổ bởi Khass Bey |
| Ghiyath ad-Dunya wa'd-Din           | Abu Shuja Muhammad II          |           | Sultan      | 1128–1160  | 1153     | 1160               | - Con trai của Mahmud II - Tranh chấp với người cậu Sulayman Shah (1153-1155)                                                                                              |
| Mu'izz ad-Dunya wa'd-Din (Lần 1)    | Abu'l-Harith Sulayman Shah     |           | Sultan      | 1118–1162  | 1153     | 1155               | - Con trai của Muhammad I - Tranh chấp với cháu trai ông ta là Muhammad II                                                                                                 |
| Mugith ad-Dunya wa'd-Din (lần 2)    | Malik Shah II                  |           | Sultan      | 1128–1160  | 1160     | 1160               | - Con trai của Mahmud II - Deposed by the people of Isfahan after 16 days.                                                                                                 |
| Mu'izz ad-Dunya wa'd-Din (lần 2)    | Abu'l-Harith Sulayman Shah     |           | Sultan      | 1118–1162  | 1160     | 1161               | - Con trai của Muhammad I - Bị lật đổ bởi Inanj, Lãnh chúa xứ Reyy và các quan trong triều                                                                                 |
| Rukn ad-Dunya wa'd-Din              | Arslan                         |           | Sultan      | 1134–1176  | 1161     | 1176               | - Con trai của Toghrul II - Quyền hành thực tế nằm trong tay quyền thần Ildeniz (1160-1174) và con trai ông ta Pahlavan (1174-1176)                                        |
| Rukn ad-Dunya wa'd-Din (lần 1)      | Abu Talib Toghrul III          |           | Sultan      | ?–1194     | 1176     | 1194               | - Con trai của Arslan - Quyền hành thực tế nằm trong tay quyền thần Pahlavan (1176-1186) và con trai ông ta Qizil Arslan (1186-1188). Bị lật đổ bởi Qizil Arslan năm 1191. |
|                                     | Sanjar II                      |           | Sultan      |            | 1189     | 1191               | - Con trai của Sulayman Shah - Quyền hành thực tế nằm trong tay quyền thần Qizil Arslan (1189-1191). Bị lật đổ bởi Qizil Arslan năm 1191.                                  |
| Eldiguzi (1191)                     |                                |           |             |            |          |                    | |
|                                     | Qizil Arslan                   |           | Sultan      | ?–1191     | 1191     | 1191               | - Con trai của Ildeniz - Năm quyền hành thực tế (1186-1188). Lật đổ Qizil Arslan năm 1191, và tự xưng là Sultan nhưng chết 1 tiếng trước khi đăng quang                    |
| Nhà Seljuk (1191–1194)              |                                |           |             |            |          |                    | |
| Rukn ad-Dunya wa'd-Din (lần 2)      | Abu Talib Toghrul III          |           | Sultan      | ?–1194     | 1176     | 1194               | - Con trai của Arslan - Bị giết bởi Khwarazm Shah Tekish |

divided, 1194–1256

### Nhà Khwarazm, 1096–1230 خوارزمشاهیان
Đế chế khỏi phát từ Azerbaizjan, cai trị một phần Iran và các vùng đất láng giềng ở Trung Á.
| Tên ngai                               | Tên thật        | Chân dung | Tước hiệu            | Sinh - mất     | Lên ngôi | Kết thúc triều đại | Ghi chú                                                                                  |
| -------------------------------------- | --------------- | --------- | -------------------- | -------------- | -------- | ------------------ | ---------------------------------------------------------------------------------------- |
| Đế quốc Khwarezm (1153–1231)           |                 |           |                      |                |          |                    |                                                                                          |
| Ala ad-Dunya wa ad-Din Abul-Muzaffar   | Atsiz           |           | Sultan               | 1097/1105–1156 | 1153     | 1156               | - Con trai của Muhammad I của Khwarazm - Cai trị xứ Khwārazm từ năm 1127                 |
| Taj ad-Dunya wa ad-Din Abul-Fath       | Il-Arslan       |           | Sultan               | ?–1171         | 1156     | 1172               | - Con trai của Atsiz                                                                     |
| Ala ad-Dunya wa ad-Din Abul-Muzaffar   | Tekish          |           | Sultan               | ?–1200         | 1172     | 1200               | - Con trai của Il-Arslan - Với sự phản đối từ Sultan shah                                |
| Ala ad-Dunya wa ad-Din Abul-Fath       | Muhammad Sanjar |           | Shah                 | ?–1220         | 1200     | 1220               | - Con trai của Tekish - Bị người Mông Cổ giết hại                                        |
| Jalal ad-Dunya wa ad-Din Abul-Muzaffar | Mingburnu       |           | Jalal od-Din, Sultan | ?–1231         | 1220     | 1231               | - Con trai của Muhammad - Thực hiện các cuộc du kích chống lại những kẻ xâm lược Mông Cổ |

Permanently destroyed by Mongol empire.

### Đế quốc Mông Cổ và các Y Nhi hãn, 1256–1380 ایلخانان
| Tên ngai                   | Tên thật                            | Chân dung   | Tước hiệu                  | Sinh - mất                          | Lên ngôi         | Kết thúc triều đại | Ghi chú |
| -------------------------- | ----------------------------------- | ----------- | -------------------------- | ----------------------------------- | ---------------- | ------------------ | --- |
| Đại hãn (1221–1256)        |                                     |             |                            |                                     |                  |                    | |
| Thành Cát Tư Hãn           | Thiết Mộc Chân                      |             | Khả hãn                    | 1162–1227                           | 1221             | 1227               | - Con trai của Dã Tốc Cai - Ruling in Mongolia from 1206 |
|                            | Đà Lôi Tolui                        |             | Khả hãn                    | 1192–1232                           | 25 tháng 8, 1227 | 13 tháng 9, 1229   | - Con trai của Thành Cát Tư Hãn - Nhiếp chính |
|                            | Oa Khoát Đài Ögedei                 |             | Khả hãn                    | k. 1186 – 11 tháng 12, 1241         | 13 tháng 9, 1229 | 11 tháng 12, 1241  | - Con trai của Thành Cát Tư Hãn |
|                            | Danh Thoát Liệt Ca Na Töregene      |             | Khả hãn                    | ?–?                                 | 1242             | 1246               | - Vợ của Oa Khoát Đài - Nhiếp chính |
|                            | Quý Do Güyük                        |             | Khả hãn                    | k. 1206–1248                        | 1246             | 1248               | - Con trai của Oa Khoát Đài và Danh Thoát Liệt Ca Na |
|                            | Danh Hải Mê Thất Oghul Qaimish      |             | Khả đôn                    | ?–1251                              | 1248             | 1251               | - Vợ của Quý Do - Nhiếp chính |
|                            | Mông Kha                            |             | Khả hãn                    | 10 tháng 1, 1209 – 11 tháng 8, 1259 | 1 tháng 7, 1251  | 11 tháng 8, 1259   | - Con trai của Đà Lôi |
| Y Nhi hãn quốc (1256–1357) |                                     |             |                            |                                     |                  |                    | |
|                            | Húc Liệt Ngột Hulagu                |             | Khả hãn, Y Nhi hãn         | k. 1217 – 8 tháng 2, 1265           | 1256             | 8 tháng 2, 1265    | - Con trai của Đà Lôi |
|                            | A Bát Ha Abaqa                      |             | Khả hãn, Y Nhi hãn         | 1234–1282                           | 1265             | 1 tháng 4, 1282    | - Con trai của Húc Liệt Ngột |
| Ahmad                      | Thiếp Cổ Điệt Nhi Tekuder           |             | Khả hãn, Y Nhi hãn, Sultan | ?–1284                              | 1282             | 1284               | - Con trai của Húc Liệt Ngột - Bị giết bởi A Lỗ Hồn |
|                            | A Lỗ Hồn Arghun                     |             | Khả hãn, Y Nhi hãn, Sultan | k. 1258 – 7 tháng 3, 1291           | 1284             | 7 tháng 3, 1291    | - Con trai của A Bát Ha |
|                            | Hải Hợp Đô Gaykhatu                 |             | Khả hãn, Y Nhi hãn, Sultan | ?–1295                              | 1291             | 1295               | - Con trai của A Bát Ha - Bị giết bởi tướng Taghachar |
|                            | Bái Đô Baydu                        | không khung | Khả hãn, Y Nhi hãn, Sultan | ?–1295                              | 1295             | 1295               | - Con trai của Taraqai, con trai của Húc Liệt Ngột - Bị Hợp Tán cho xử tử |
| Mahmud                     | Hợp Tán Ghazan                      |             | Khả hãn, Y Nhi hãn, Sultan | 5 tháng 11, 1271– 11 tháng 5, 1304  | 1295             | 1304               | *Con trai của A Lỗ Hồn |
| Muhammad Khodabandeh       | Hoàn Giả Đô Öljaitü                 |             | Khả hãn, Y Nhi hãn, Sultan | 1280 – 16 tháng 12, 1316            | 1304             | 16 tháng 12, 1316  | - Con trai của A Lỗ Hồn |
| Abu Sa'id                  | Bất Tái Nhân Ala' ad-Din Bahadur    |             | Khả hãn, Y Nhi hãn, Sultan | 2 tháng 6, 1305 – 1 tháng 12, 1335  | 1316             | 1 tháng 12, 1335   | - Con trai của Hoàn Giả Đô |
| A Nhi Ba Arpa Ke'un        | Mu'izz ad-Din Mahmud                |             | Khả hãn, Y Nhi hãn, Sultan | ?–1336                              | 1335             | 10 tháng 4, 1336   | - Con trai của Suseh, con trai của Munkqan, con trai của Malik-Temur, con trai của A Lý Bất Ca, con trai của Đà Lôi - Tử trận trước Ali Padshah                                                                                        |
| Nasir ad-Din               | Mộc Tát Musa                        |             | Khả hãn, Y Nhi hãn, Sultan | ?–1337                              | 12 tháng 4, 1336 | 1337               | - Con trai của Ali, con trai của Bái Đô - Bù nhìn của Ali Padshah, đã bỏ trốn sau khi bị đánh bại bởi Hasan Buzurg (Jalayirid) |
|                            | Thoát Hợp Thiếp Mộc Nhi Togha Temür |             | Khả hãn, Y Nhi hãn, Sultan | ?–1353                              | 1335             | 1353               | - Con trai của Sudi, con trai của Bababahathor, con trai của Abokan, con trai của Amakan, con trai của Tur, con trai của Jujiqisar, con trai của Dã Tốc Cai - Vua đối lập với Jalayirid và Chupanid, bị giết bởi Sarbadar Yahya Karawi |
| Muzaffar ad-Din            | Ma Hợp Mã Muhammad                  |             | Khả hãn, Y Nhi hãn, Sultan | ?–1338                              | 1336             | 1338               | - Con trai của Yul Qotloq, con trai của Il Temur, con trai của Ambarji, con trai của Mengu Temur, con trai của Húc Liệt Ngột - Puppet of Hasan Buzurg, executed by the Chupanid Hasan Kucek                                            |
|                            | Tát Địch Biệt Sati beg              |             | Khả đôn                    | k. 1300 – sau 1345                  | 1338             | 1339               | - Con gái của Hoàn Giả Đô - Bù nhìn của Hasan Kucek, người về sau lật đổ bà |
| Izz ad-Din                 | Chỉ Hãn Thiếp Mộc Nhi Jahan Temür   |             | Khả hãn, Y Nhi hãn, Sultan | ?–?                                 | 1339             | 1340               | - Con trai của Ala-Fireng, con trai của Hải Hợp Đô - Bù nhìn của Hasan Buzurg, người về sau lật đổ ông vì Thoát Hợp Thiếp Mộc Nhi. |
|                            | Suleiman                            |             | Khả hãn, Y Nhi hãn, Sultan | ?–?                                 | Tháng 5, 1339    | 1345               | - Chồng của Tát Địch Biệt và là con trai của Yusef Shah, con trai của Soga, con trai của Yeshmut, con trai của Húc Liệt Ngột - Bù nhìn của Hasan Kucek, fled to Diyarbakr in the disorder after his death.                             |
|                            | Nỗ Thất Nhi Hoàn Anushirwan         |             | Khả hãn, Y Nhi hãn, Sultan | ?–?                                 | 1344             | 1356               | - Bù nhìn Chupanid Malek Ashraf |
|                            | Luqman                              |             | Khả hãn, Y Nhi hãn, Sultan | ?–?                                 | 1353             | 1388               | - Con trai của Thoát Hợp Thiếp Mộc Nhi - Bù nhìn của Timur |
|                            | Hợp Tán II Ghazan                   |             | Khả hãn, Y Nhi hãn, Sultan | ?–?                                 | 1356             | 1357               | - Bù nhìn của Malek Ashraf |

The Second era of fragmentation begins in 1343, as remnants of the Hordes competed with local dynasts for authority. This era ends with the conquests by Timur, around 1380

### Nhà Muzaffar, 1314–1393 مظفریان
- Mubariz ad-Din Muhammad ibn al-Muzaffar, Emir 1314–1358
- Abu'l Fawaris Djamal ad-Din Shah Shuja (at Yazd, 1353 at Shiraz), 1335–1364 with...
- Qutb Al-Din Shah Mahmud (at Isfahan) (d. 1375), 1358–1366
- Abu'l Fawaris Djamal ad-Din Shah Shuja (at Yazd, 1353 at Shiraz), 1366–1384
- Mujahid ad-Din Zain Al-Abidin 'Ali, 1384–1387

In 1387 Timur captured Isfahan.
- Imad ad-Din Sultan Ahmad (at Kerman), 1387–1391 with...
- Mubariz ad-Din Shah Yahya (at Shiraz), 1387–1391 and...
- Sultan Abu Ishaq (in Sirajan), 1387–1391
- Shah Mansur (at Isfahan), 1391–1393

### Nhà Timur, 1380–1507
- Timur ("Tamerlane"), 1369–1405, nominally under the authority of the Chagatai Khanate

The third era of fragmentation follows, as Timur's Empire loses cohesion and local rulers strive against each other.
- Pir Muhammad, grandson of Timur, 1392-1407, effectively ruled from Qandahar
- Djalal Ud-Din Miran Shah, son of Timur, 1405–1408, ruled Azerbaijan
- Rustam, 1405–1409, ruled Arabistan
- Khalil Sultan (Timurid dynasty), son of Miran Shah, 1405–1409, ruled in Samarkand, surrendered to Shah Rukh, became governor of Rayy until his death in 1411
- Shah Rukh, son of Timur, 1405–1447, ruled first in Transoxiana
  - Ayyal, 1414, opposed Shah Rukh
  - Ailankar, 1414–1415, opposed Shah Rukh
- Bayqara, 1409–1412, ruled in Fars
- Iskandar, 1412–1414, ruled first in Fars, then Azerbaijan & Arabistan

In 1410 the Turcoman horde Kara Koyunlu (Black Sheep) captured Baghdad and their leaders ruled the western parts of the Timurid realm. In the East however, Shah Rukh was able to secure his rule in Transoxiana and Fars.
- Ulugh Beg, son of Shah Rukh, 1447–1449

Rulers in Transoxiana:
- 'Abd al-Latif, son of Ulugh Beg, 1449–1450
- ‘Abdullah Mirza, grandson of Shah Rukh, 1450–1451
- Abu Sa'id ibn Muhammad, grandson of Miran Shah, 1451–1469, conquered Khurasan in 1459

Rulers in Khurasan:
- Babur Ibn-Baysunkur, grandson of Shah Rukh, 1449–1457
- Shah Mahmud, son of Babur, 1457
- Ibrahim, 1457
- Jahan Shah, leader of the Black Sheep Turcomans, 1457–1458

Abu Sa'id, agreed to divide Iran with the Black Sheep Turcomans under Jahan Shah, but the White Sheep Turcomans under Uzun Hassan defeated and killed first Jahan Shah and then Abu Sa'id.
After Abu Sa'id's death a fourth era of fragmentation follows. While the White Sheep Turcomans dominated in the western parts until the ascent of the Safavid dynasty, the Timurides could maintain their rule in Samarkand và Herat.
Rulers in Samarkand:
- Sultan Ahmad, son Abu Sa'id, 1469–1494
- Sultan Mahmud, son of Abu Sa'id, 1494–1495
- Masud, 1495
- Sultan Baysunghur, 1495–1497
- Sultan Ali Mirza 1495–1500

conquered by the Uzbeks
Rulers in Herat:
- Sultan Mahmud, son of Abu Sa'id, 1469
- Husayn Bayqarah, 1469–1506
- Badi' al-Zaman, son of Husayn, 1506–1507, fled to the court of Ismail I

conquered by the Uzbeks, later recaptured by the Safavids

## Các vua Ba Tư hiện đại
Nền quân chủ Ba Tư hiện đại được khởi đầu năm 1502, khi vua Ismail I khởi lập nhà Safavid, and ended the so-called "fourth era" of political fragmentation.

### Nhà Safavid, 1502–1736
| Tên ngai                | Tên thật                                                                                         | Chân dung   | Tước hiệu                                                      | Sinh - mất | Lên ngôi             | Kết thúc triều đại   | Ghi chú |
| ----------------------- | ------------------------------------------------------------------------------------------------ | ----------- | -------------------------------------------------------------- | ---------- | -------------------- | -------------------- | --- |
| Nhà Safavid (1501–1736) |                                                                                                  |             |                                                                |            |                      |                      | |
| Ismail I                | Abū l-Muzaffar Isma'il bin Haydar as-Safavī                                                      |             | Shah, Sultan, Kagan-i Suleyman shan, Turk-Tajdar               | 1487–1524  | 7 tháng 11, 1502     | 23 tháng 5, 1524     | - Con trai của Sultan Heidar                                                                                            |
| Tahmasp I               | ‘Abu’l Muzaffar ‘Abu’l Fath Sultan Shah Tahmasb bin Shah Ismail al-Safavi al-Husayni al-Musavi   |             | Shah, Sahib-i-Qiran, Sultan bar Salatin, Kagan-i Suleyman shan | 1514–1576  | 23 tháng 5, 1525     | 25 tháng 5, 1576     | - Con trai của Ismail I                                                                                                 |
| Ismail II               | Shah Ismail Mirza ibn Shah Abu al-Mozaffar al-Husseini al-Musawi                                 |             | Shah                                                           | 1537–1577  | 25 tháng 5, 1576     | 24 tháng 11, 1577    | - Con trai của Tahmasp I - Bị đầu độc (?)                                                                               |
| Mohammad I              | Mohammad Khodabanda Safavi                                                                       | không khung | Khodabandeh, Ashraf, Soltan                                    | 1532–1596  | 25 tháng 5, 1576     | 1 tháng 10, 1587     | - Con trai của Tahmasp I - Bị lật đổ                                                                                    |
| Abbas I                 | Shah Mohammad Mirza Safavid Shah Abbas ibn Abu al-Mozaffar al-Husseini al-Musawi                 |             | Shahanshah, Sultan, Đại đế                                     | 1571–1629  | 1 tháng 10, 1587     | 19 tháng 1 năm 1629  | - Con trai của Mohammad I                                                                                               |
| Safi                    | Faizi bin al-Husseini al-Safi Mirza Abu al-Mozaffar Alsfvy Bahadur Khan                          |             | Shah, Mirza                                                    | 1611–1642  | 19 tháng 1 năm 1629  | 12 tháng 5 năm 1642  | - Con trai của Mohammd Baqer (Safi) Mirza, con trai của Abbas I                                                         |
| Abbas II                | Mirza Mahmoud al-Husseini al-Safi Safavi Sultan Abu al-Mozaffar Sammyrza                         |             | Shah                                                           | 1632–1666  | 12 tháng 5 năm 1642  | 26 tháng 10 năm 1666 | - Con trai của Safi |
| Suleiman I              | Safi Mirza bin Sultan Muhammad Mirza Safavid Shah Suleiman Abu al-Mozaffar al-Husseini al-Musawi |             | Shah, Hakem-ol Hokama                                          | 1645–1694  | 26 tháng 10 năm 1666 | 29 tháng 7 năm 1694  | - Con trai của Abbas II                                                                                                 |
| Sultan Husayn           |                                                                                                  |             | Shah, Sultan, Sadr-ol Hakem                                    | 1668–1726  | 29 tháng 7 năm 1694  | 11 tháng 9 năm 1722  | - Con trai của Suleiman I - Bị lật đổ và bị giết bởi Ashraf Hotak                                                       |
| Khởi nghĩa Afghan       |                                                                                                  |             |                                                                |            |                      |                      | |
| Mahmud Hotak            |                                                                                                  |             | Shah                                                           | 1697?–1725 | 23 tháng 10 năm 1722 | 22 tháng 4 năm 1725  | - Con rể của Sultan Husayn, con trai của Mirwais Khan Hotak - Được công nhận là Shah của Ba Tư sau cuộc vây hãm Isfahan |
| Ashraf Hotak            |                                                                                                  |             | Shah                                                           | ?–1730     | 22 tháng 4 năm 1725  | 5 tháng 10 năm 1729  | - Em họ của Mahmud Hotak - Ruled in opposition to Tahmasp II and lost control of Persia after the Battle of Damghan     |
| Safavid trung hưng      |                                                                                                  |             |                                                                |            |                      |                      | |
| Tahmasp II              |                                                                                                  |             | Shah                                                           | 1704–1740  | 11 tháng 9 năm 1722  | 16 tháng 4 năm 1732  | - Con trai của Sultan Husayn - Ruled in opposition to Mahmud Hotak, later deposed & then killed by Nader                |
| Abbas III               |                                                                                                  |             | Shah                                                           | 1730–1739  | 16 tháng 4 năm 1732  | 22 tháng 1 năm 1736  | - Con trai của Tahmasp II - Under control of Nader. Deposed & then killed by Nader                                      |

### Nhà Afshari, 1736–1797
| Tên ngai                                                              | Tên thật                    | Chân dung | Tước hiệu                                      | Sinh - mất   | Lên ngôi            | Kết thúc triều đại  | Ghi chú |
| --------------------------------------------------------------------- | --------------------------- | --------- | ---------------------------------------------- | ------------ | ------------------- | ------------------- | --- |
| Nhà Afsharid (1736–1796)                                              |                             |           |                                                |              |                     |                     | |
| Nader Shah                                                            | Nadhar Qoli Khan            |           | Shah, Sultan, Hakem-ol Hokama, Hazrat-e Ashraf | 1698–1747    | 22 tháng 1 năm 1736 | 19 tháng 6, 1747    | - Con trai của Imam Qoli Beig Afshar - Trước khi lên ngôi, ông mang tước Tahmasp Qoli Khan - Bị giết |
| Adil Shah                                                             | Ali Qoli Beig               |           | Shah                                           | 1719/20–1749 | 19 tháng 6 năm 1747 | 29 tháng 7 năm 1748 | - Con trai của Mohammad Ebrahim Khan, em trai của Nader - Bị lật đổ và bị chọc mù mắt và sau đó bị giết bởi em trai là Ebrahim                                                                           |
| Ebrahim Afshar                                                        | Mohammd Ali Beig            |           | Shah                                           | 1724–1749    | 29 tháng 7 năm 1748 | 3 tháng 9 năm 1748  | - Con trai của Mohammad Ebrahim Khan, em trai của Nader - Bị lật đổ và bị giết bởi Shahrukh Afshar |
| Shahrukh Afshar                                                       |                             |           | Shah                                           | 1734–1796    | 3 tháng 9 năm 1748  | 1796                | - Con trai của Reza Qoli Mirza, con trai của Nader. Mẹ ông là Fatemeh Soltan Beigom, con gái của Sultan Husayn I nhà Safavid. - Bị lật đổ và bị chọc mù mắt bởi Suleiman II (1749), - Phục vị năm (1750) |
| Quyền lực rơi vào nhà Safavid trong khoảng thời gian ngắn (1749-1750) |                             |           |                                                |              |                     |                     | |
| Suleiman II của Ba Tư                                                 | Mir Sayyed Mohammad Marashi |           | Shah                                           | ?-?          | 1749                | 1750                | - Tiếm vị ngôi vua Safavid - Bị hạ và chọc mù mắt |
| Afsharid trung hưng (1750-1796)                                       |                             |           |                                                |              |                     |                     | |
| Shahrukh Afshar                                                       |                             |           | Shah                                           | 1734–1796    | 3 tháng 9 năm 1748  | 1796                | - Con trai của Reza Qoli Mirza, con trai của Nader. Mẹ ông là Fatemeh Soltan Beigom, con gái của Sultan Husayn I nhà Safavid. - Bị lật đổ và bị chọc mù mắt bởi Suleiman II (1749), - Phục vị năm (1750) |

### Nhà Zand, 1750–1794
Here begins the modern history of the nation-state Iran. After the fall of the Afsharids, the eastern lands of Persia were lost to Pashtun tribes who created their own independent kingdom, which later became known as Afghanistan, however still a great portion of Afghanistan was a part of Persia, which was separated from Persia at the time of Qajars. For more information, see History of Afghanistan. The Zand kings never styled himself as "shah" or king, and instead used the title President (Vakil ar-Ra'aayaa وکیل الرعایا).
| Tên ngai             | Tên thật       | Chân dung   | Tước hiệu              | Sinh - mất | Lên ngôi            | Kết thúc triều đại  | Ghi chú                                                                                        |
| -------------------- | -------------- | ----------- | ---------------------- | ---------- | ------------------- | ------------------- | ---------------------------------------------------------------------------------------------- |
| Nhà Zand (1751–1794) |                |             |                        |            |                     |                     |                                                                                                |
| Karim Khan           | Mohammad Karim | không khung | Khan, Vakil e-Ra'aayaa | 1705–1779  | 1751                | 6 tháng 3 năm 1779  | - Con trai của Inaq Khan & Bay Agha                                                            |
| Mohammad Ali Khan    |                |             | Khan                   | 1760–1779  | 6 tháng 3 năm 1779  | 19 tháng 6 năm 1779 | - Con trai của Karim                                                                           |
| Abol Fath Khan       |                |             | Khan                   | 1755–1787  | 6 tháng 3 năm 1779  | 22 tháng 8 năm 1779 | - Con trai của Karim                                                                           |
| Zaki Khan            |                |             | Khan                   | ?–1779     | 6 tháng 3 năm 1779  | 22 tháng 8 năm 1779 | - Con trai của Budaq Khan & Bay Agha                                                           |
| Sadiq Khan Zand      | Mohammad Sadeq |             | Khan                   | ?–1782     | 22 tháng 8 năm 1779 | 14 tháng 3 năm 1781 | - Con trai của Inaq Khan & Bay Agha                                                            |
| Ali Murad Khan       |                |             | Khan                   | 1720–1785  | 14 tháng 3 năm 1781 | 11 tháng 2 năm 1785 | - Con trai của Allah Morad (Qeytas) Khan Zand Hazareh                                          |
| Jafar Khan           |                |             | Khan                   | ?–1789     | 18 tháng 2 năm 1785 | 23 tháng 1 năm 1789 | - Con trai của Sadeq                                                                           |
| Sayed Murad Khan     |                |             | Khan                   | ?–1789     | 23 tháng 1 năm 1789 | 10 tháng 5 năm 1789 | - Con trai của Khoda Morad Khan Zand Hazareh                                                   |
| Lotf Ali Khan        |                | không khung | Khan                   | 1769–1794  | 23 tháng 1 năm 1789 | 20 tháng 3 năm 1794 | - Con trai của Ja'far - Bị lật đổ, chọc mù mắt rồi sau đó bị giết bởi Agha Mohammad Khan Qajar |

### Nhà Qajar, 1794–1925
| Tên ngai                   | Tên thật           | Chân dung   | Tước hiệu                                             | Sinh - mất | Lên ngôi             | Kết thúc triều đại   | Ghi chú                                                                                       |
| -------------------------- | ------------------ | ----------- | ----------------------------------------------------- | ---------- | -------------------- | -------------------- | --------------------------------------------------------------------------------------------- |
| Nhà Qajar (1794–1925)      |                    |             |                                                       |            |                      |                      |                                                                                               |
| Mohammad Khan Qajar        | Agha Mohammad Khan | không khung | Khan, Shahanshah, Khaqan                              | 1742–1797  | 20 tháng 3 năm 1794  | 17 tháng 6 năm 1797  | - Con trai của Mohammad Hassan Khan Qajar - Bị hoạn trước khi lên ngôi - Bị ám sát            |
| Fat′h-Ali Shah Qajar       | Baba Khan          |             | Shahanshah, Khaqan, Soltane Saheb Qaran               | 1772–1834  | 17 tháng 6 năm 1797  | 23 tháng 10 năm 1834 | - Con trai của Hosein Qoli Khan Jahansuz, em trai của Mohammad                                |
| Mohammad Shah Qajar        |                    |             | Shahanshah, Khaqan                                    | 1808–1848  | 23 tháng 10 năm 1834 | 5 tháng 9 năm 1848   | - Con trai của Abbas Mirza Nayeb os-Saltaneh, con trai của Fat'h Ali                          |
| Naser al-Din Shah Qajar    |                    |             | Shahanshah, Khaqan, Soltane Saheb Qaran, Qebleye alam | 1831–1896  | 5 tháng 9 năm 1848   | 1 tháng 5 năm 1896   | - Con trai của Mohammad và Mahd-e Olia - Bị ám sát tại Shah-Abdol-Azim bởi Mirza Reza Kermani |
| Mozaffar al-Din Shah Qajar |                    |             | Shahanshah, Khaqan                                    | 1853–1907  | 1 tháng 5 năm 1896   | 3 tháng 1 năm 1907   | - Con trai của Naser ed-Din                                                                   |
| Mohammad Ali Shah Qajar    |                    |             | Shahanshah                                            | 1872–1925  | 3 tháng 1 năm 1907   | 16 tháng 7 năm 1909  | - Con trai của Mozaffar ed-Din - Bị lật đổ                                                    |
| Ahmad Shah Qajar           |                    |             | Shahanshah                                            | 1898–1930  | 16 tháng 7 năm 1909  | 15 tháng 12 năm 1925 | - Con trai của Mohammd Ali - Bị lật đổ                                                        |

### Nhà Pahlavi, 1925–1979
| Tên ngai                | Tên thật | Chân dung | Tước hiệu                                                                | Sinh - mất | Lên ngôi             | Kết thúc triều đại  | Ghi chú                                                                         |
| ----------------------- | -------- | --------- | ------------------------------------------------------------------------ | ---------- | -------------------- | ------------------- | ------------------------------------------------------------------------------- |
| Nhà Pahlavi (1925–1979) |          |           |                                                                          |            |                      |                     |                                                                                 |
| Reza Shah               |          |           | Alahazrat, Homayoun, Shahanshah, Sardar Sepah                            | 1878–1944  | 15 tháng 12 năm 1925 | 16 tháng 9 năm 1941 | - Con trai của Abbas Ali - Bị lật đổ trong sự kiện Anh và Liên Xô tấn công Iran |
| Mohammad Reza Shah      |          |           | Alahazrat, Homayoun, Shahanshah, Ariamehr, Bozorg Arteshtaran, Khodaygan | 1919–1980  | 16 tháng 9 năm 1941  | 11 tháng 2 năm 1979 | - Con trai của Reza Shah - Bị lật đổ trong cuộc cách mạng Iran                  |

Năm 1979 cuộc cách mạng do Ayatollah Khomeini lãnh đạo lật đổ vua Mohammad Reza Pahlavi, buộc ông phải sang sống lưu vong ở nước ngoài. Nước Cộng hoà Hồi giáo sau đó được thành lập ngày 1 tháng 4 năm 1979.